# Bombardier Talent 2
Der Bombardier Talent 2 (Eigenschreibweise TALENT) ist eine Familie von Triebzügen des Herstellers Bombardier Transportation. „Talent“ ist ein Akronym für Talbot leichter Nahverkehrs-Triebwagen. Der Talent 2 ist mit dem ursprünglich vom Unternehmen Talbot entwickelten und gebauten Triebwagen Bombardier Talent technisch nicht verwandt.
Die Talent-2-Triebwagen werden im Deutschen Fahrzeugeinstellungsregister als Baureihen 0442, 1442, 2442, 3442 und 9442 geführt und bei der Deutschen Bahn als Baureihe 442, 1442, 2442 bzw. 3442. Die Mittelwagen werden in die Baureihen 443, 1443, 2443, und 9443 eingeordnet.
Ursprünglich war angedacht, die vierteiligen Talent 2 als Baureihe 428 zu bezeichnen. Wegen der Doppelbelegung mit dem vierteiligen Stadler Flirt wurde dies jedoch im September 2008 verworfen.
Am 23. September 2008 wurde der Talent 2 auf der InnoTrans in Berlin erstmals der Öffentlichkeit präsentiert. Fertiggestellt wurde er im Bombardier-Werk Hennigsdorf, wohin die im Zweigwerk Česká Lípa in Tschechien angefertigten Rohbau-Wagenkästen angeliefert wurden.
Wegen der auffälligen Gestaltung der Triebwagenköpfe werden die Talent 2 umgangssprachlich „Hamsterbacke“ genannt. Mitte 2017 gab der Hersteller bekannt, keine Bestellungen mehr für Talent 2 anzunehmen, da bereits 2016 die Nachfolgebauart Talent 3, welche auf dem Talent 2 basiert, vorgestellt wurde.

## Technische Merkmale

### Fahrzeugkonzept

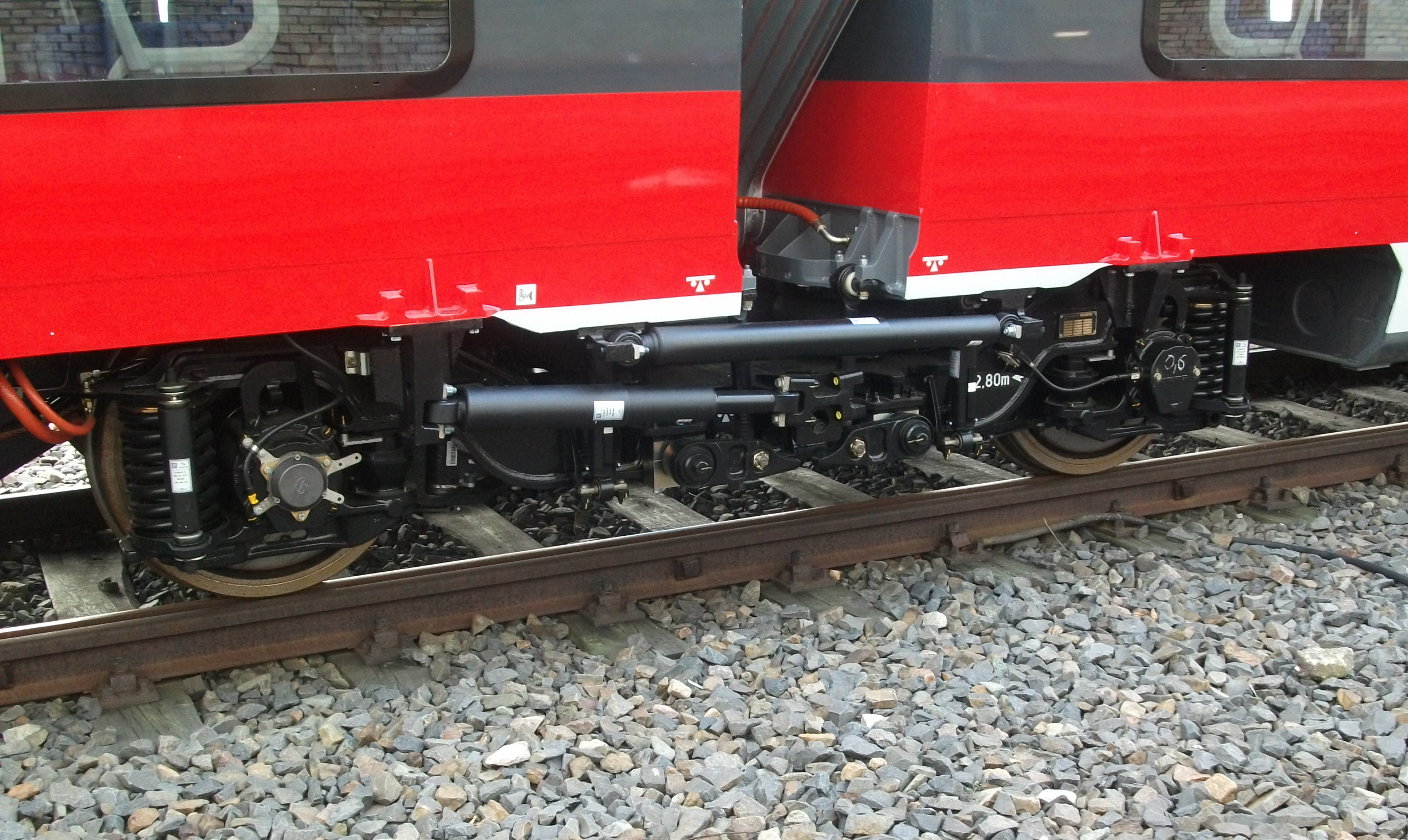
Neuwertiges Jakobs-Drehgestell am Wagenübergang

Der Talent 2 ist ein normalspuriges Vollbahnfahrzeug nach UIC-Norm in Stahlbauweise. Er wurde als zwei- bis sechsteiliger Gliederzug angeboten. Ein sechsteiliger Zug wurde jedoch bis zum Produktionsende von keinem Unternehmen bestellt und somit nicht gebaut. Die Gelenke sind als Wagenübergang über Jakobs-Drehgestellen ausgeführt. Es können maximal vier Einheiten, auch unterschiedlicher Länge, gekuppelt werden. Die Gesamtlänge ist dabei jedoch auf 315 Meter beschränkt.
Der Talent 2 ist für unterschiedliche Einsatzzwecke von der S-Bahn bis zur Bedienung von Regionalstrecken in der Fläche konzipiert. Das Fahrzeug ist dafür modular aufgebaut, die Fahrzeuge werden gemäß den individuellen Anforderungen und Wünschen der Besteller zusammengesetzt. Dabei können insbesondere die Zuglänge, die Einstiegshöhe und das Fahrzeuglayout wie Sitze, WC, Fahrgastinformation usw. festgelegt werden. Durch den modularen Aufbau sind grundsätzlich auch nachträgliche Änderungen möglich.

### Wagenkasten und Drehgestelle
Der selbsttragende Wagenkasten ist als Stahlleichtbau-Schweißkonstruktion aufgebaut und besteht aus den Hauptbaugruppen Untergestell, Seitenwänden, Stirnwände und Dach. Die Endwagen weisen eine zusätzliche Struktur für den Führerstand auf. Diese sind mit einer austauschbaren glasfaserverstärkten Maske verkleidet. Um den Führerstand herum ist ein verformungssicheres Gestell eingebaut, vor ihnen sind Stoßverzehrelemente angebracht.
Um auch eine Variante mit Neigetechnik anbieten zu können, sind die Seitenwände nach oben und unten mit sechs Metern Radius gewölbt. Dadurch sind an den Einstiegen Spaltüberbrückungen erforderlich, diese sind bestellerabhängig in zwei Höhen verfügbar.
Die Triebzüge haben eine Längssteifigkeit von 1500 kN, bei Verwendung der Übergangskupplung ist die Druckkraft auf 250 kN begrenzt. Limitierend wirkt dabei nicht die Kastenkonstruktion der Triebwagen, sondern die Zughakenaufnahme des Hilfsfahrzeuges.
Als Gliederzug weist ein Talent 2 sowohl klassische Enddrehgestelle als auch Jakobs-Drehgestelle auf. Während die Enddrehgestelle immer Triebdrehgestelle sind, werden die Jakobsdrehgestelle abhängig von der Länge und dem Einsatzprofil sowohl mit als auch ohne Fahrmotoren ausgeführt. Die Drehgestellrahmen sind H-förmig konzipiert und vollständig geschweißt. In die Enddrehgestelle taucht ein Drehzapfen ein, welcher die horizontalen Kräfte zwischen Drehgestell und Wagenkasten aufnimmt. Ein Zapfen am Wagengelenk überträgt die horizontalen Kräfte zwischen den Jakobs-Drehgestellen und den Wagenkästen.

### Elektrische Ausrüstung
Der Antrieb des Talent 2 ist entsprechend auf die jeweilige Zuglänge skalierbar konzipiert. Auf den beiden Endwagen ist die Traktionsausrüstung untergebracht. Während die Enddrehgestelle immer angetrieben sind, werden für vier- oder mehrteilige Züge zusätzliche Jakobs-Triebdrehgestelle verwendet. Die Antriebskomponenten befinden sich größtenteils auf dem Dach. Lediglich die Haupttransformatoren und Batterien befinden sich unterhalb der Hochflurbereichen der Endwagen.
Auf einem Endwagen ist der Stromabnehmer platziert, welcher den gesamten Triebwagen mit Energie versorgt. Nahe am Stromabnehmer sind der Überspannungsableiter, der Oberspannungswandler, der Hauptschalter und der Oberstromwandler angebracht. Mithilfe von anschließenden Hochspannungsleitungen wird die Energie zu den Haupttransformatoren geleitet. Die Hochspannungsleitung zum anderen Endwagen verläuft dabei zunächst auf dem Dach, bevor sie auf den Endwagen in den Unterflurbereich geleitet wird.
Es werden zwei unterschiedliche Haupttransformator-Typen eingesetzt. Neben dem größeren Typ mit vier Sekundärwicklungen und 1712 Kilowatt Leistung, welcher zwei Stromrichter speist, gibt es einen kleineren Typ mit zwei Sekundärwicklungen und 856 Kilovoltampere Leistung, der nur einen Stromrichter speist. Zur besseren Gewichtsverteilung sind die Haupttransformatoren unter den Endwagen angebracht. Je nach Leistungsanforderung wird ein kleiner (Zweiteiler low power), zwei kleine (Zwei-, Drei- und Vierteiler low power), ein kleiner und ein großer (Vier- und Fünfteiler) oder zwei große Haupttransformatoren (Sechsteiler) eingesetzt.
Der Hersteller bietet Fahrzeuge für alle vier in Europa übliche Bahnstromsysteme an. Bei Gleichstromfahrzeugen würde die Induktivität des Netzfilters den Haupttransformatoren ersetzen. Allerdings wurden bisher nur Einheiten für das in der D-A-CH-Region übliche Einphasenwechselstromsystem mit 15 Kilovolt bei einer Frequenz von 16,7 Hertz bestellt.
Die Triebwagen verfügen je Triebdrehgestell über einen eigenen Traktionsstromrichter. Dieser besteht jeweils aus zwei Netzstromrichtern, die jeweils an eine Sekundärwicklung angeschlossen sind und als Vierquadrantensteller arbeiten, einen Gleichspannungszwischenkreis und einem Motorstromrichter, welcher die beiden Fahrmotoren eines Triebdrehgestells speist. Ebenfalls aus dem Zwischenkreis wird der Hilfsbetriebeumrichter gespeist, welche die Hilfsbetriebe des Triebwagen mit 400 V Dreiphasenwechselspannung mit 50 Hz versorgt. Die Traktionsstromrichter sind in einem Dachcontainer untergebracht. Es werden zwei unterschiedliche Dachcontainer-Varianten eingesetzt. Während die auf den Endwagen angeordneten Dachcontainer mit einem Hilfsbetriebeumrichtermodul und einem Hilfsbetriebe-Trenntransformator ausgestattet sind, haben die auf Mittelwagen angeordneten Dachcontainer für den Antrieb der Jakobs-Drehgestelle keinen Hilfsbetriebeumrichter eingebaut.
Die fremdbelüfteten, vierpoligen Fahrmotoren mit je 380 Kilowatt Dauerleistung können kurzfristig 505 Kilowatt abgeben, erreichen Drehzahlen bis zu 5614 min−1 und stammen von Škoda Transportation. Die Antriebsleistung wird durch die Anzahl der angetriebenen Radsätze bestimmt und beträgt bis zu 4040 Kilowatt (Sechsteiler). Die Fahrmotoren sind vollabgefedert am Drehgestellquerträger angebracht. Das Drehmoment wird bei den Enddrehgestellen mithilfe eines einstufigen und bei den Jakobs-Drehgestellen mithilfe eines zweistufigen Stirnradgetriebes übertragen. Bei beiden Getriebevarianten beträgt die Übersetzung 1:5,05. Hintergrund zur Anwendung des zweistufigen Getriebes bei den Jakobs-Drehgestellen sind die begrenzten Bauraumverhältnisse. Zum Ausgleich der Relativbewegungen ist zwischen Getriebe und Radsatzwelle eine Bogenzahnkupplung angebracht, über die sich das Getriebe auch teilweise auf der Radsatzwelle abstützt. Die Kühlung der Fahrmotoren erfolgt durch auf dem Dach angeordnete Fahrmotorlüfter.
Aus dem Hilfsbetriebe-Drehstrombordnetz werden auch die Batterieladegeräte gespeist, welche mit den zugehörigen Batterien zusammen in einem Batteriekasten unterflur in den Endwagen montiert sind. Das Batteriebordnetz hat eine Spannung von 110 V. Ein weiterer Umrichter speist das Gleichspannungsnetz mit 24 V.

### Fahrgastbereich

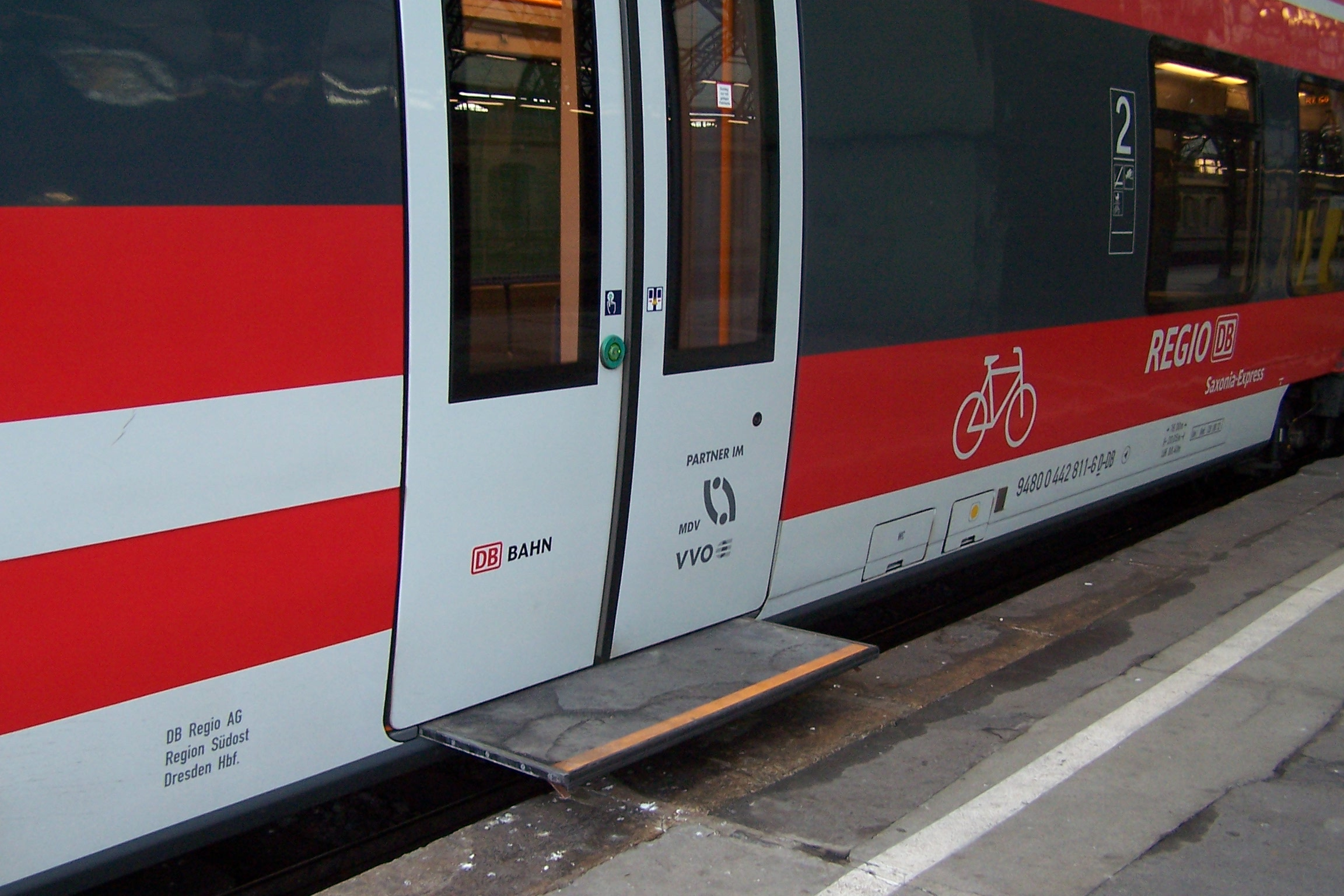
Vollständig ausgefahrener Schiebetritt

Je nach Wagenzahl und Ausstattung der Wagen verfügen die Fahrzeuge über etwa 110 bis 340 Sitzplätze. Die Sitzplätze können in Abteil-, Reihen- oder Einzelbestuhlung und Klappsitzen realisiert werden. Nachteilig sind dabei aber die großen, ungünstig angebrachten Abfalleimer, die das Platzangebot auf den Fensterplätzen und den Sitzkomfort erheblich einschränken.
Jeder Wagen kann pro Seite eine oder zwei Fahrgastraum-Außentüren erhalten. Bei der Deutschen Bahn haben die S-Bahn-Versionen zwei Einstiege in jedem Mittelwagen, die Regional-Express-Versionen nur einen. Die Endwagen aller Varianten haben nur einen Einstieg, an den sich der Hochflurbereich am Wagenende anschließt. Die Türöffnungen sind 1300 mm breit und 2000 mm hoch.
Die durchgängige mittlere Fußbodenhöhe im Zug beträgt 695 Millimeter über Schienenoberkante, nur die Endwagen haben auf der Führerstandsseite einen Hochflurbereich. Die Einstiegshöhe kann mit 600 oder 800 Millimetern realisiert werden. Im Einstiegsbereich wird die unterschiedliche Fußboden- und Einstiegshöhe durch Rampen ausgeglichen. Abhängig von Einstiegshöhe und Bedarf können an jeder Tür ein oder zwei Schiebetritte zur Spaltüberbrückung zwischen Fahrzeug und Bahnsteig eingebaut werden.

## Bestellung und Betrieb

### Deutsche Bahn

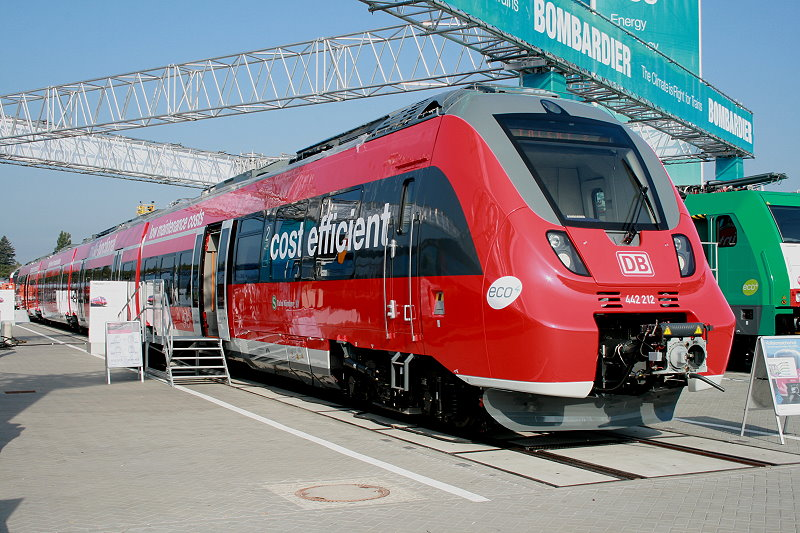
442 212 auf der InnoTrans

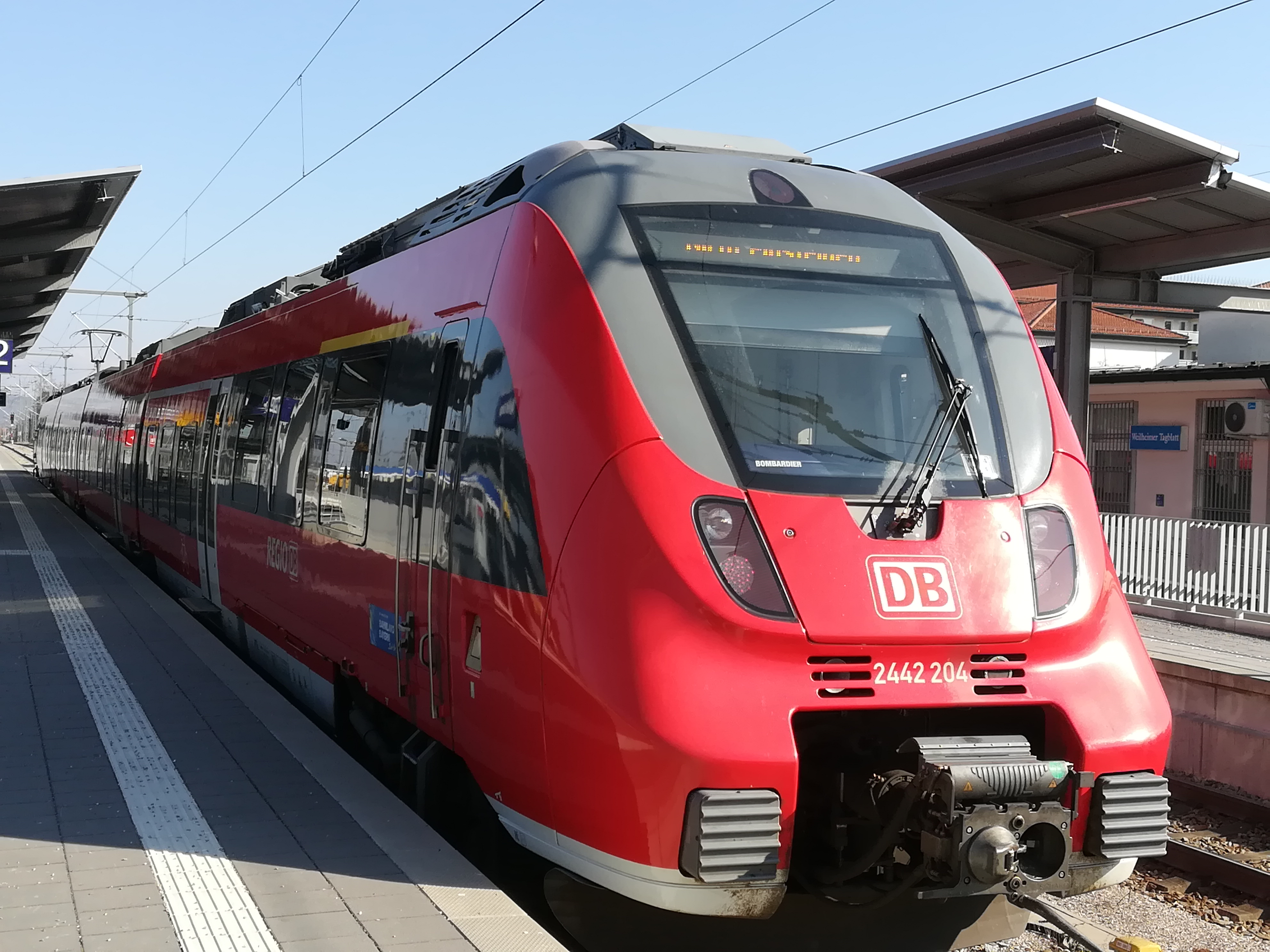
Baureihe 2442 der Deutschen Bahn

Am 2. Februar 2007 gaben Bombardier und die Deutsche Bahn einen Rahmenvertrag über bis zu 321 Einheiten eines als Talent 2 bezeichneten Typs zur Auslieferung ab 2009 bekannt. Der Vertrag hat ein Volumen von etwa 1,2 Milliarden Euro. Er zählte damit zu den größten Aufträgen, die die DB AG bis dahin abgeschlossen hatte. Insgesamt bestellte die DB 340 Züge. Der erste Abruf aus dem Rahmenvertrag umfasste 42 Triebwagen für die S-Bahn Nürnberg und sollten ursprünglich ab Dezember 2010 als Baureihe 442.2 eingesetzt werden. Es folgten im Dezember 2007 Abrufe für die Moseltalbahn (acht vierteilige und fünf zweiteilige Einheiten) sowie für die Strecke Cottbus–Leipzig (je drei zwei- und vierteilige Einheiten). In einem vierten Abruf bestellte die DB Regio Rheinland weitere 15 Einheiten (3× dreiteilig, 10× vierteilig und 2× fünfteilig) für den Betrieb des Rhein-Sieg-Express zwischen Aachen und Siegen ab Dezember 2010.

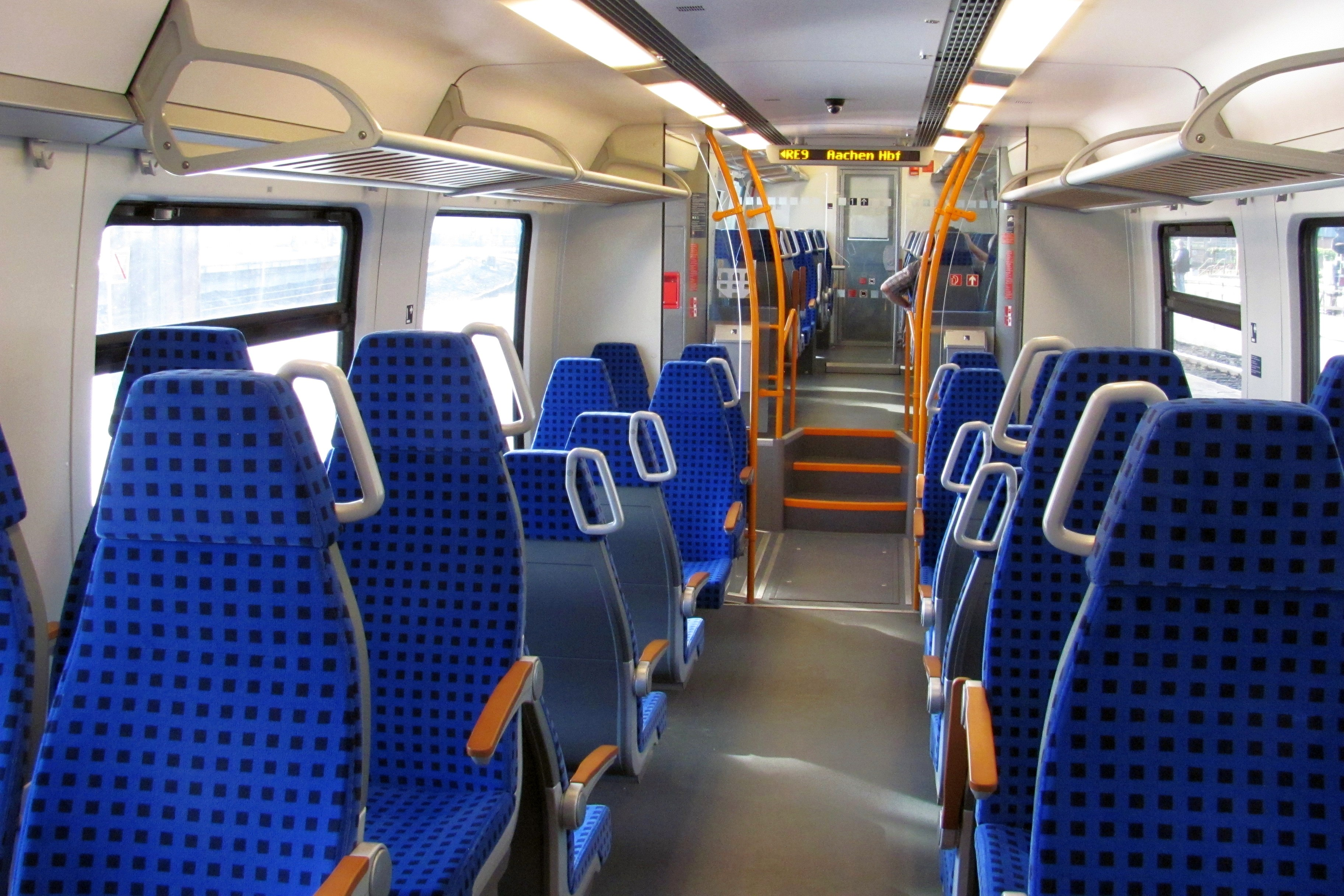
Innenansicht eines Talent 2 des Rhein-Sieg-Express

Die Regional- und Stadtverkehr Bayern GmbH (RSB), eine ehemalige Tochtergesellschaft der DB Regio AG, gewann den Zuschlag für den Betrieb des E-Netz Franken, in dem als einzusetzende Triebzüge die Bauart Talent 2 bestimmt wurde (fünf dreiteilige, neun vierteilige und acht fünfteilige Einheiten). Die RSB wurde mit Rechtswirkung zum 9. September 2011 auf die DB Regio AG verschmolzen, welche auch den Betrieb des Netzes durchführt.
Im Juli 2009 gewann die DB Regio Nordost einen Teil der Ausschreibung „Netz Stadtbahn“ des Verkehrsverbunds Berlin-Brandenburg (VBB). Sie betreibt seit Dezember 2011 im VBB die Linien RE 7 und 11 und RB 10, 14, 20, 21, 22, 23, 24 mit drei- und fünfteiligen Talent-2-Triebzügen. Die Flotte wurde mit 26 dreiteiligen und 22 fünfteiligen Fahrzeugen geplant. Die Triebzüge sind seit Mai 2012 im Einsatz. Um den unterschiedlichen Bahnsteighöhen im VBB-Netz gerecht zu werden, haben jeweils 12 dreiteilige und 19 fünfteilige Einheiten eine Einstiegshöhe von 600 Millimetern, während die Einstiegshöhe der restlichen bei 800 Millimetern liegt. Die DB Regio hatte mit diesem Abruf bereits 176 Züge für den Einsatz in acht Bundesländern aus dem Rahmenvertrag abgerufen.
Eine weitere Bestellung der Deutschen Bahn erfolgte im September 2009 über 22 drei- und vierteilige Talent 2 zum Einsatz als Mittelhessen-Express und als Regionalbahn Hanau – Friedberg – Gießen ab Dezember 2011. Im März 2018 wurde die Einheit 442 262 und eine Woche später die 442 263 des Rhein-Sieg-Express wegen Fahrzeugmangel dem Mittelhessen-Express übergeben. Der nächste Abruf acht weiterer Talent 2 zum Einsatz als Saxonia-Express RE 50 auf der Strecke Leipzig–Dresden ab Juni 2011 wurde von Bombardier Transportation am 3. Oktober 2009 bekannt gegeben.
Am 2. Juli 2010 gab die DB den geplanten Einsatz von über 37 Triebzügen der Bauart Talent 2 im Werdenfelsnetz südlich von München ab Dezember 2013 bekannt. Kurz darauf am 14. Juli 2010 informierte die DB nach dem Gewinn des Teilnetzes Warnow über die Bestellung von weiteren 23 fünfteiligen Einheiten für den Betrieb der S-Bahn Rostock sowie des RB 17 zwischen Wismar und Ludwigslust, als auch des RE 1 teilweise zwischen Rostock und Schwerin ab Dezember 2012.
Am 22. September 2010 wurde die offizielle Vergabe des Netzes Mitteldeutsche S-Bahn an die DB bekanntgegeben. Dort werden seit Dezember 2013 insgesamt 51 drei- und vierteilige Züge eingesetzt. Am 19. November 2010 gab Bombardier die entsprechende Bestellung über 51 Talent 2 bekannt. Der Verkehrsverbund Berlin-Brandenburg (VBB) gab am 20. Dezember 2010 bekannt, dass die DB Regio AG ab Juni 2013 das Netz Elbe-Elster teilweise mit dreiteiligen Talent 2 bedienen wird.
| Einsatzgebiet                                         | geplanter Einsatzbeginn | tatsächlicher Einsatzbeginn | geplantes Einsatzende | zweiteilig 442.0 | dreiteilig 442.1  | vierteilig 442.2              | fünfteilig 442.3  | Gesamt |
| ----------------------------------------------------- | ----------------------- | --------------------------- | --------------------- | ---------------- | ----------------- | ----------------------------- | ----------------- | ------ |
| Mosel                                                 | Dez. 2009               | 11. Dez. 2011               | Dez. 2024             | 5 (442 001–005)  | –                 | 8 (442 200–208, ohne 201 1)   | –                 | 13     |
| Cottbus–Leipzig                                       | Dez. 2009               | 21. Dez. 2012               | Dez. 2022             | 3 (442 006–008)  | –                 | 3 (442 209–211)               | –                 | 6      |
| S-Bahn Nürnberg                                       | Dez. 2010               | 29. Nov. 2011               | –                     | –                | –                 | 42 (442 217–253, 442 264–268) | –                 | 42     |
| Rhein-Sieg-Express (RSX)                              | Dez. 2010               | 9. Juni 2012                | –                     | –                | –                 | 8 (442 254-261)               | 2 (442 301–302)   | 10     |
| Franken-Thüringen-Express (FTX)                       | Dez. 2011               | 18. Sep. 2012               | Dez. 2023             | –                | 5 (442 104–108)   | 9 (442 269–277)               | 8 (442 303–310)   | 22     |
| Mittelhessen-Express                                  | Dez. 2011               | 9. März 2013                | Apr. 2024             | –                | 6 (442 109–114)   | 16 (442 278–293)              | –                 | 22     |
| Expresskreuz Bremen/Niedersachsen (RE9, einzelne RE8) | –                       | 12. Dez. 2024               | nicht vor März 2026   | –                | 6 (442 109–114)   | 16 (442 278–293)              | –                 | 22     |
| Dresden–Leipzig (Saxonia), DB Regio Südost            | Juni 2011               | 28. Sep. 2012               | Dez. 2026             | –                | 4 (442 115–118)   | –                             | 4 (442 311–314)   | 8      |
| VBB (Netz Stadtbahn) Lose 1 und 3                     | Dez. 2011               | 14. Mai 2012                | Dez. 2022             | –                | 26 (442 119–144)  | –                             | 22 (442 315–336)  | 48     |
| S-Bahn Rostock                                        | Dez. 2012               | 10. Okt. 2013               | –                     | –                | –                 | –                             | 23 (442 337–359)  | 23     |
| Elbe-Elster, DB Regio Nordost                         | Juni 2013               | 1. Juli 2013                | Dez. 2026             | –                | 8 (442 145–152)   | –                             | –                 | 8      |
| Werdenfelsbahn (Karwendel-Netz)                       | Dez. 2013               | 3. Aug. 2013/ 3             | –                     | 3 (442 009–011)  | –                 | 34 2 (2442 200–233)           | –                 | 37     |
| S-Bahn Mitteldeutschland I (Leipzig/Halle)            | Dez. 2013               | 18. Aug. 2013/ 4            | Dez. 2026             | –                | 36 (1442 100–135) | 15 (1442 200–214)             | –                 | 51     |
| S-Bahn Mitteldeutschland II (Leipzig/Halle)           | Dez. 2015               | 8. Aug. 2016                | –                     | –                | 19 (1442 160–178) | –                             | 10 (1442 301–310) | 29     |
| Netz Gäu-Murr                                         | Dez. 2017               | 10. Dez. 2017               | –                     | –                | –                 | 16 (3442 200–215)             | –                 | 16     |
| Flughafenexpress (Regensburg – Flughafen München)     | Dez. 2018               | 15. Dez. 2018               | 15. Dezember 2024     | –                | 3 (442 101–103) 5 | 2 (442 262–263) 6             | –                 | 5      |
| Netz Elbe-Spree                                       | Dez. 2022               | 10. Dez. 2022               | –                     | –                | 19                | –                             | 22                | 41     |
| Elektronetz Oberelbe                                  | Dez. 2026               | –                           | –                     | –                | –                 | Mind. 8 7                     | –                 | –      |
| Total:                                                | Total:                  | Total:                      |                       | 11               | 107               | 153                           | 69                | 340    |

Anmerkungen:
 hinzugefügt

#### Ersatzverkehr
Da die Fahrzeuge wie beschrieben nicht rechtzeitig für den jeweils geplanten Einsatzbeginn zur Verfügung standen, wurden Ersatzkonzepte erarbeitet. Diese sehen den Einsatz von älteren Fahrzeugen vor, die bislang schon auf den betroffenen Strecken zum Einsatz kamen und eigentlich durch Talent 2 abgelöst werden sollten. Teilweise wurden aber auch Fahrzeuge aus dem Bestand der DB in anderen Regionen ausgeliehen. Zusätzlich wurden auch einige Lokomotiven angemietet.
Da die Fahrpläne für die Talent 2 mit höheren Brems- und Beschleunigungswerten ausgelegt sind, konnten diese mit den alten Fahrzeugen oftmals nicht eingehalten werden, sodass teils auch eine Anpassung der Fahrpläne nötig wurde. Auf dem Rhein-Sieg-Express wurde aus diesem Grund meist mit jeweils einer Lok an der Zugspitze und einer am Zugschluss gefahren.

#### Einsatzplanung Berlin/Brandenburg
Am 6. Januar 2012 gab die Deutsche Bahn weitere Details zum Einsatz der Talent 2 in Berlin/Brandenburg sowie zum weiterhin notwendigen Ersatzkonzept bekannt. Danach sollte die Auslieferung der für die erste Betriebsstufe auf dem Netz Stadtbahn (RB 13, 14, 20, 21, 22 und 23) benötigten 34 Züge voraussichtlich von März bis Oktober 2012 erfolgen. Ab Mai 2012 war die Auslieferung der Züge für die Linien zum Flughafen Berlin Brandenburg (RE 10, RB 22) geplant. Da der Flughafen jedoch nicht im Juni 2012 eröffnet wurde, wurden die Fahrzeuge auf anderen Strecken eingesetzt. Die Linien RE 7 und RB 14 wurden im Lauf des zweiten Halbjahres 2012 schrittweise mit 442 befahren.
Seit dem 3. Juni 2012 fahren die Talent-2-Züge u. a. auf den Linien RB 13, RB 20, RB 21 und RB 22, wo zuvor seit Dezember 2011 GTW 2/6 sowie aus dem DR-Bestand stammende und mit Lokomotiven der Reihe 143 bespannte Wagenzüge die Leistung gefahren hatten. Im Juni waren 14 drei- und drei fünfteilige Einheiten ausgeliefert. Am 8. April 2013 wurde der erste Talent auf der RE 11 eingesetzt. Zum Fahrplanwechsel 2020 wurde die Linie RB 14 für zwei Jahre (bis zum Ende des Verkehrsvertrags) auf lokbespannte Züge umgestellt, um die dort eingesetzten Talent 2 für Linien RE 7, RB 10 und RB 24 einsetzen zu können.
Für den Betrieb auf dem als Los 3 des VBB vergebenen Netzes Elbe-Spree wurden bis Dezember 2022 21 drei- und 22 fünfteilige Einheiten bei Bombardier im Hennigsdorf modernisiert. Diese Modernisierung umfasst unter anderem den Einbau von WLAN, neuen Sitzpolstern und einem besseren Fahrgastinformationssystem. Im Elbe-Spree-Netz kommen die Züge seit 2022 auf den Linien RE 7, RB 20, RB 21, RB 22 und RB 23 zum Einsatz.
Die ehemaligen Fahrzeuge aus dem Teilnetz Cottbus-Leipzig werden vorläufig als Reservefahrzeuge für das Streckennetz Lausitz eingesetzt (Vierteiler), die drei Zweiteiler wurden für den RE 7 zwischen Stralsund und Greifswald zum Standort Rostock abgegeben.

#### Mitteldeutschland

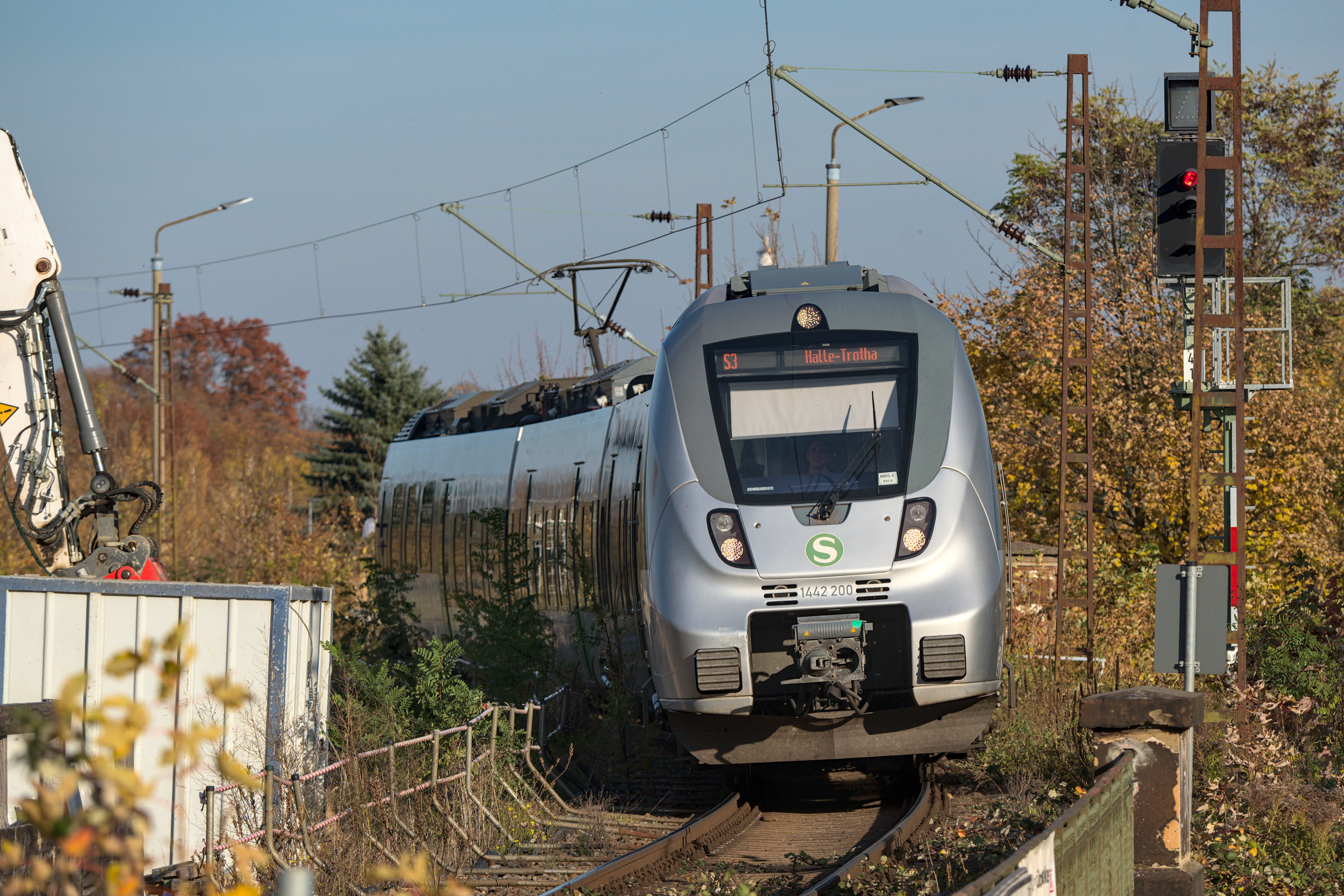
S3 in Leipzig Anger-Crottendorf

Nachdem am 13. September 2012 die Talent 2 für die Strecke Leipzig–Dresden im Dresdner Hauptbahnhof vorgestellt wurde, befuhr am 28. September 2012 zum ersten Mal ein Talent 2 im Fahrgastbetrieb die Strecke von Dresden nach Leipzig. Daneben wurden zu Eignungstests kurzzeitig auf der S3 von Dresden Hauptbahnhof nach Tharandt Talent 2 eingesetzt. Zum Fahrplanwechsel am 9. Dezember 2012 waren alle vier Umläufe auf Talent-2-Einheiten umgestellt. Der erste Fahrgasteinsatz auf der Linie Leipzig–Cottbus fand am 21. Dezember 2012 statt.
Seit dem Fahrplanwechsel am 15. Dezember 2013 werden die Talent-2-Triebzüge im neuen Netz der S-Bahn Mitteldeutschland eingesetzt. Die Züge sind in Halle beheimatet und werden dort auch instand gehalten. Anfang Juni 2013 begann die Auslieferung der Züge, deren erste Einsätze ab August 2013 auf der Regional-Express-Linie zwischen Leipzig und Halle erfolgten. Die Züge für die S-Bahn Mitteldeutschland werden als Baureihe 1442 bezeichnet.
Zum Fahrplanwechsel im Dezember 2022 wurden drei Dreiteiler von DB Regio Nordost für die S10 von Leipzig Hauptbahnhof nach Leipzig-Grünau (Miltitzer Allee) übernommen, die im Teilnetz Elbe-Spree nicht mehr benötigt werden.
Seit dem 8. Juli 2024 verkehren zwei zusätzliche dreiteilige Talent-2-Triebwagen, die früher beim Mittelhessen-Express eingesetzt wurden. Vorwiegend werden sie auf der Linie RE 13 (Magdeburg Hbf−Leipzig Hbf) eingesetzt.

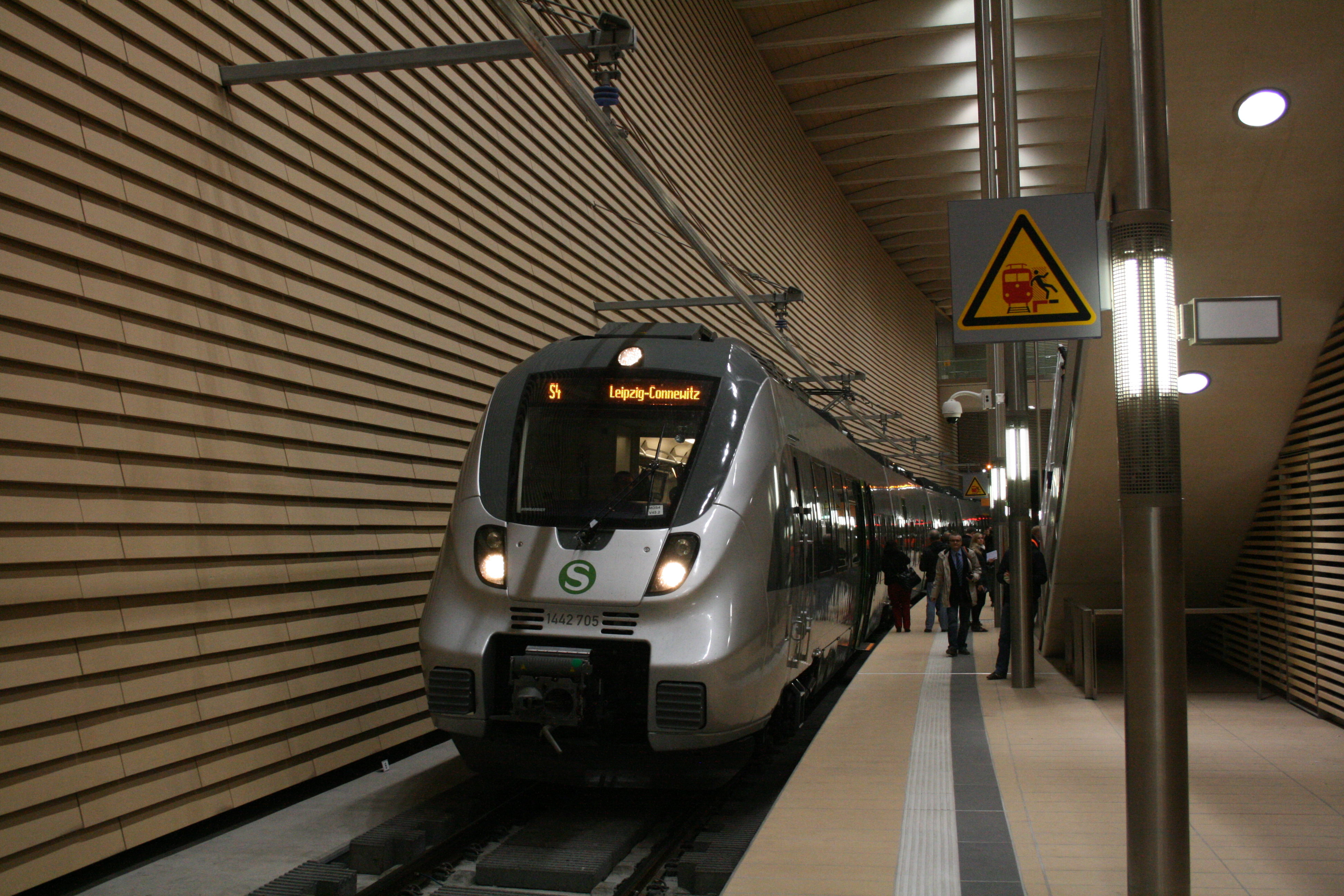
Triebzug der S-Bahn Mitteldeutschland bei einer Pressefahrt im City-Tunnel Leipzig (Oktober 2013)
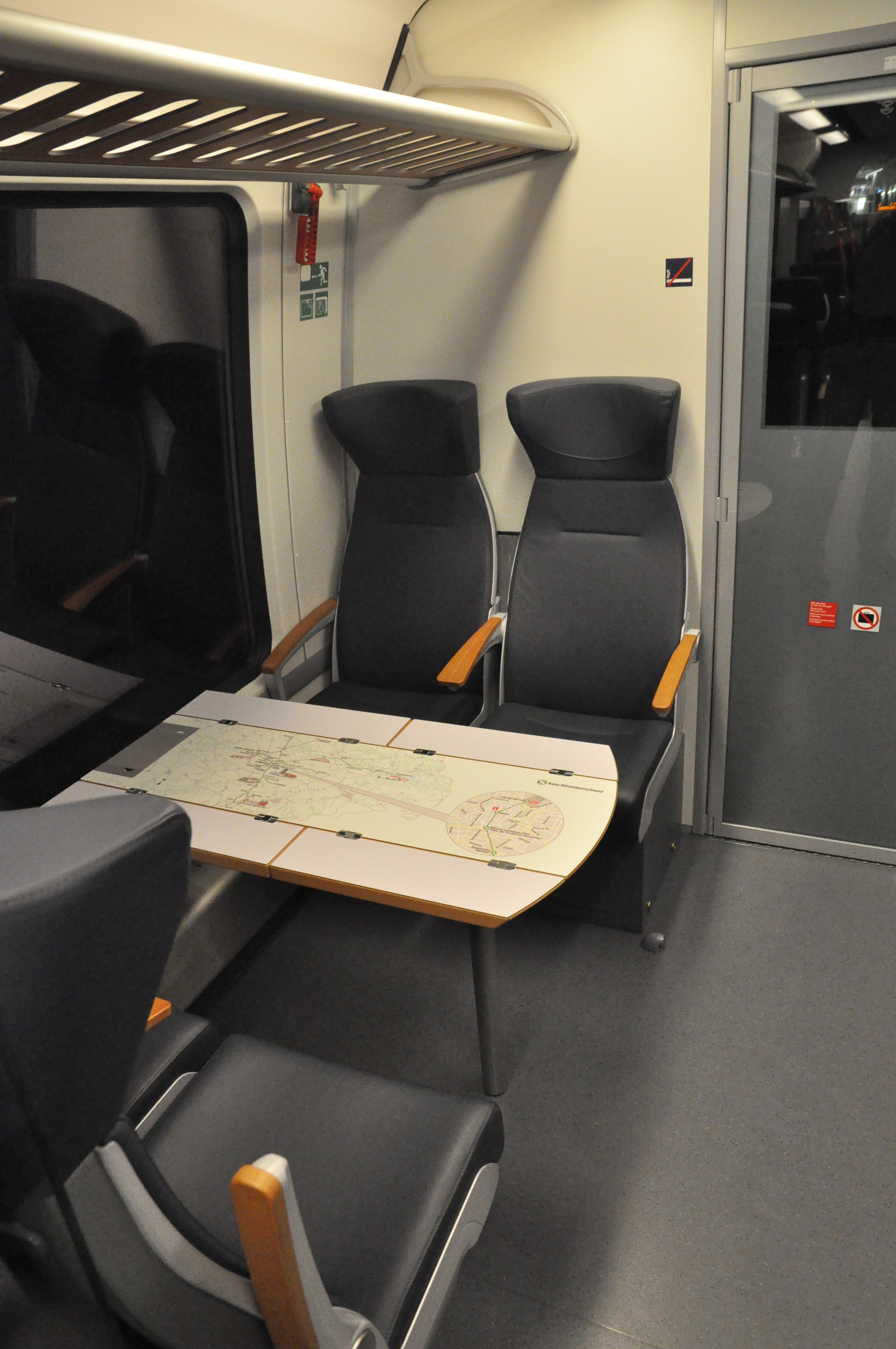
Erste Klasse
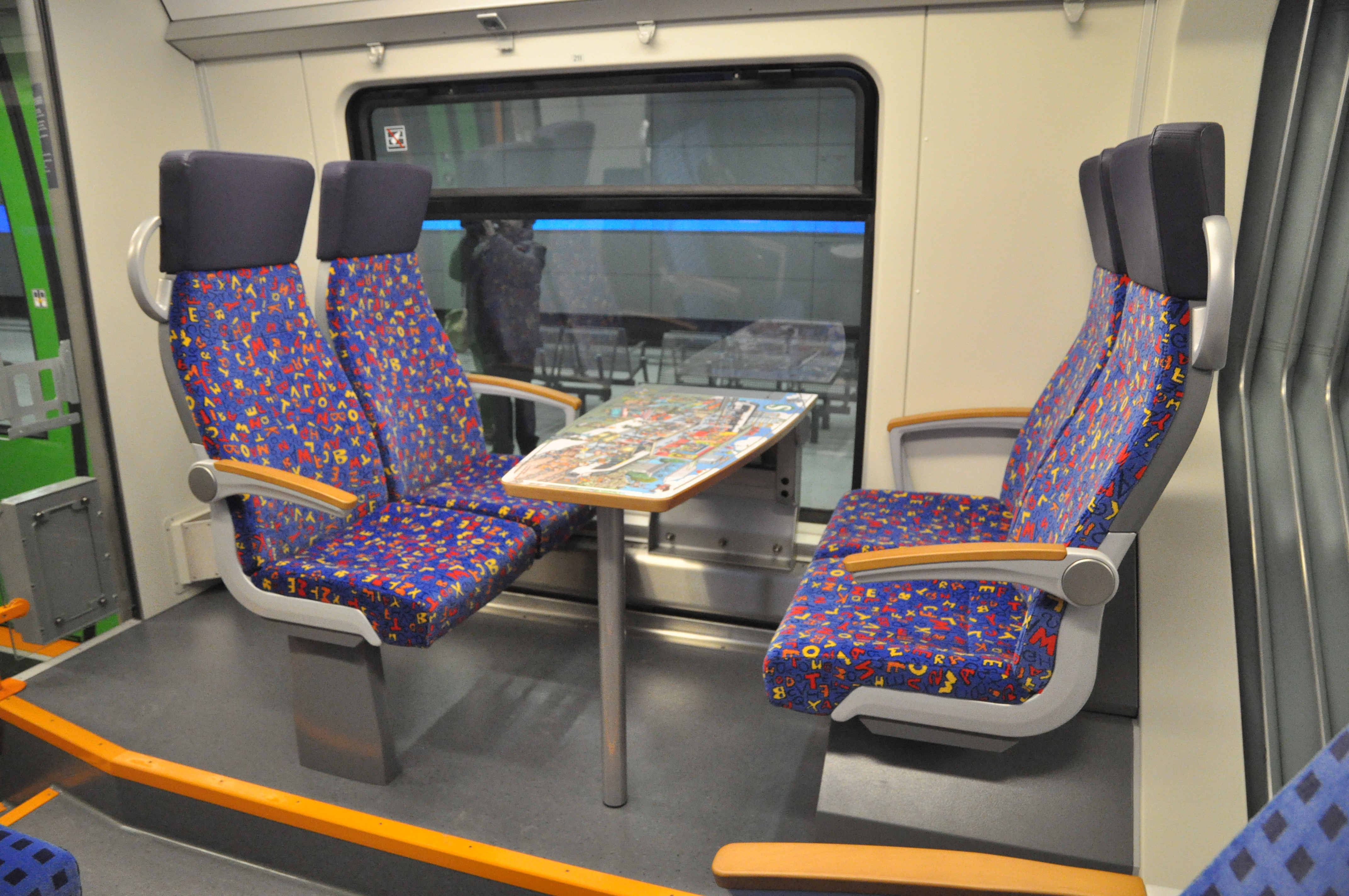
Familienbereich
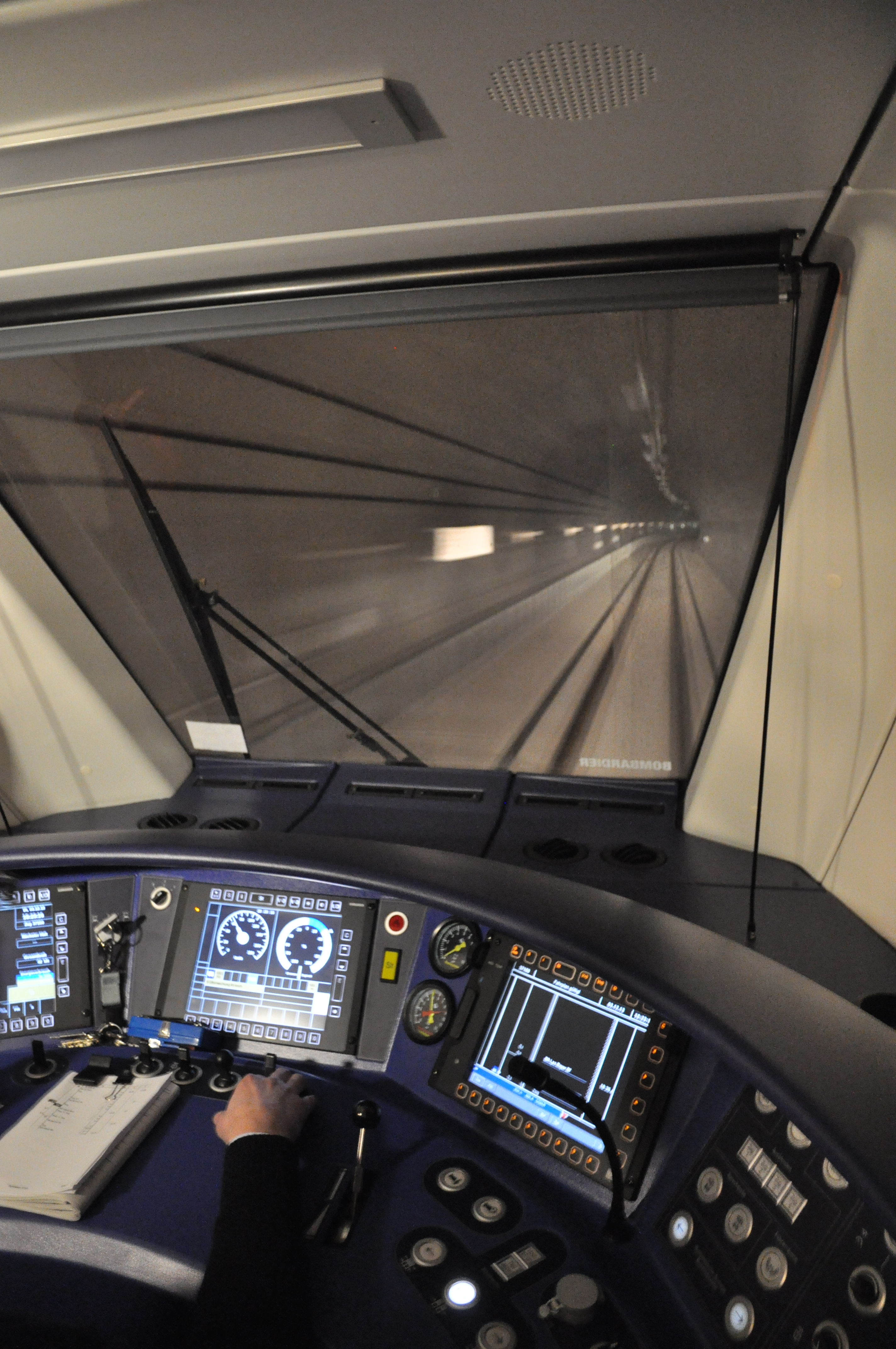
Führerstandsperspektive im City-Tunnel Leipzig
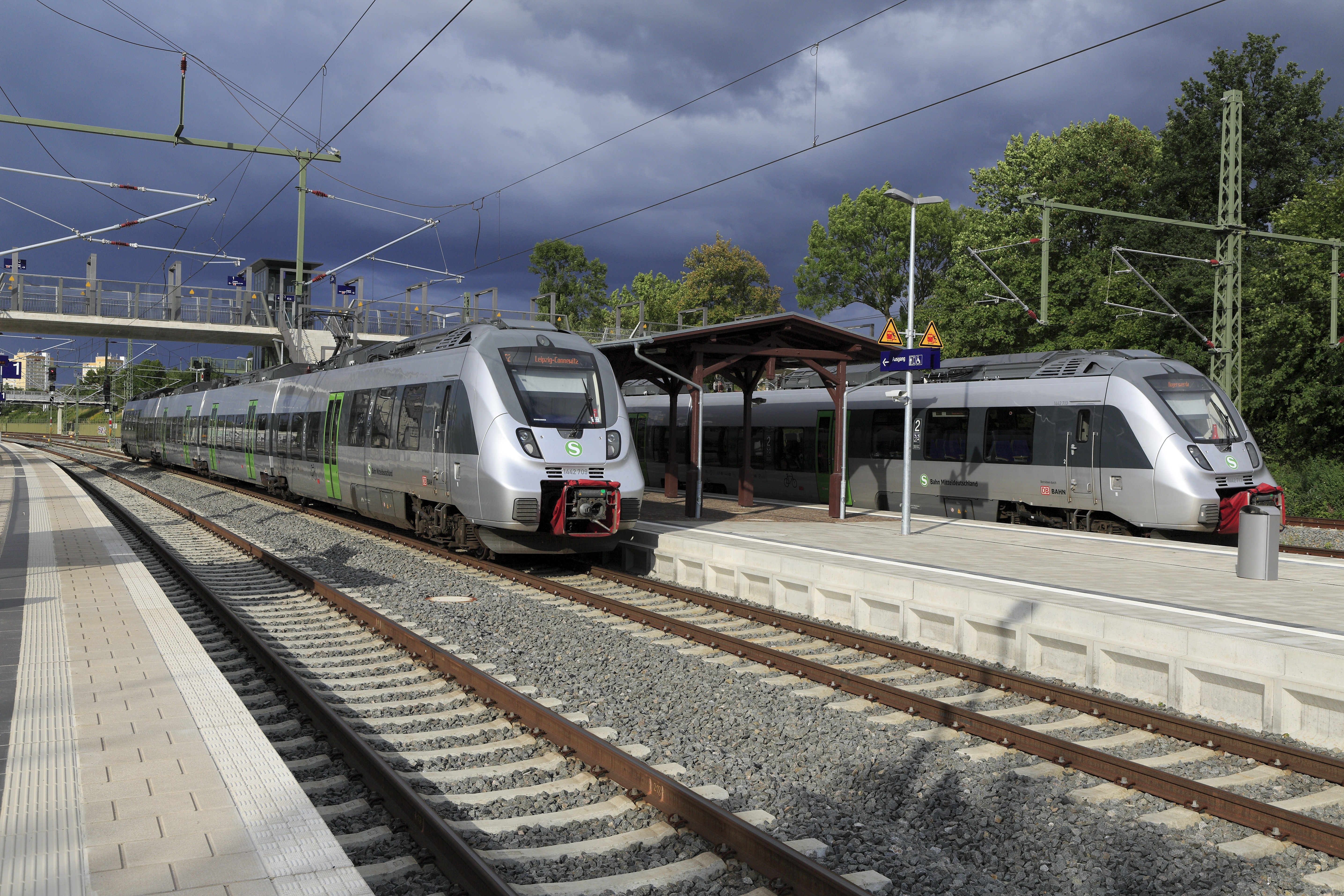
Zwei Einheiten im Bahnhof Connewitz

#### Baden-Württemberg

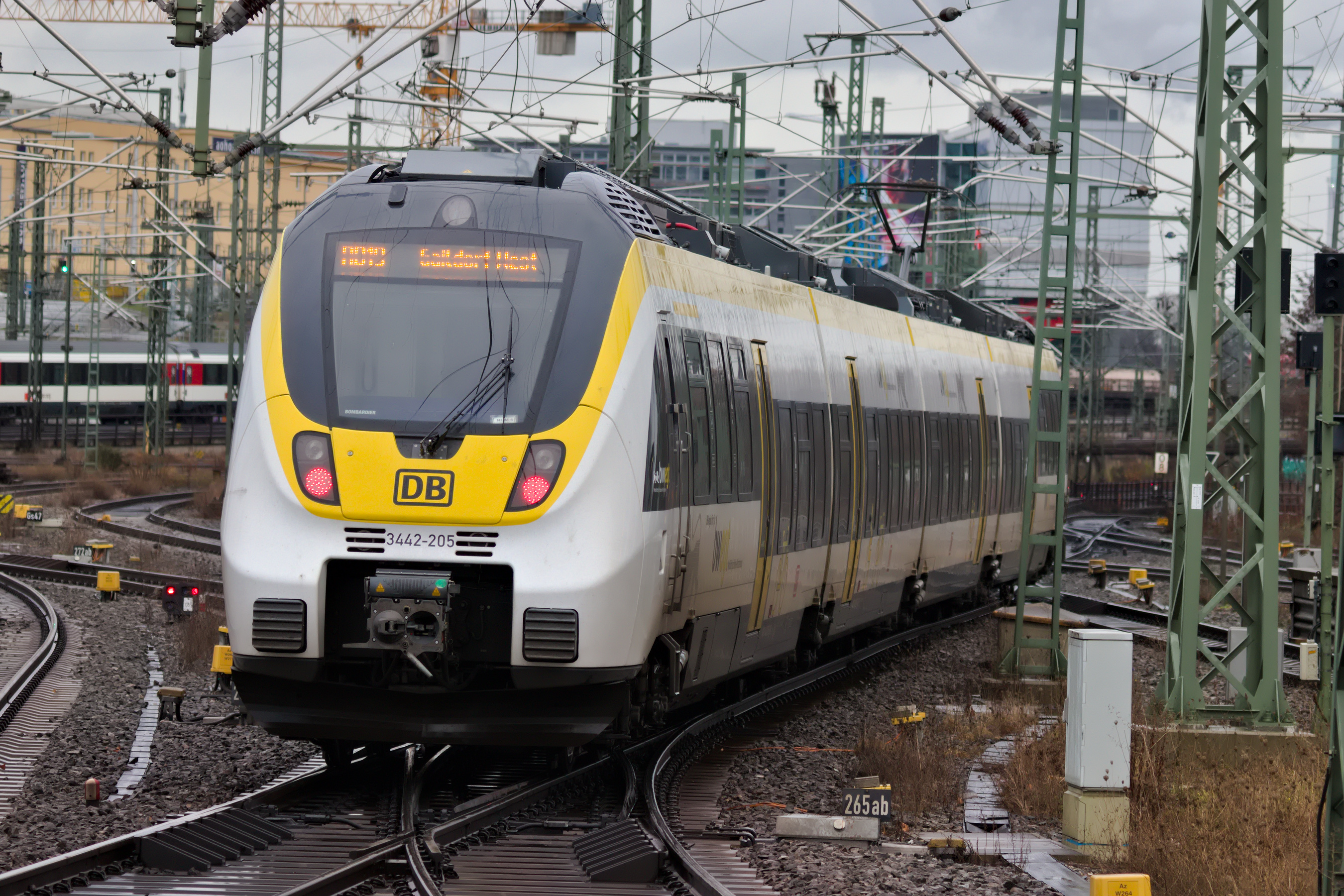
Talent 2 der DB Regio Baden-Württemberg

Die ersten vierteiligen Triebwagen für DB Regio Baden-Württemberg wurden ab Juli 2017 für Personalschulungen eingesetzt. Sie sind seit dem Fahrplanwechsel im Dezember 2017 auf der Gäubahn und der Murrbahn im Einsatz.
Das Land Baden-Württemberg entschied sich gegen eine ETCS-Ausrüstung für den Digitalen Knoten Stuttgart. Die Fahrzeuge werden damit ab 2025 außerhalb des Raums Stuttgart zum Einsatz kommen.

#### Niedersachsen
Seit Sommer 2024 sind auf der Linie RE 62 Rheine–Löhne (Westf) zum Teil Talent-2-Züge, ergänzend zu den Zügen der Baureihe 440 im Einsatz.
Seit Dezember 2024 kommen auch Talent 2 auf den Linien RE 9 (Osnabrück – Bremen – Bremerhaven), sowie gelegentlich RE 8 (Hannover – Bremen – Bremerhaven) im Netz des Expresskreuz Niedersachsen/Bremen zum Einsatz. Da sich die Lieferung von Neufahrzeugen des Typs Coradia Max vom Hersteller Alstom verzögert, werden vorübergehend zum Teil Talent-2-Triebzüge eingesetzt. Die Fahrzeuge stammen vom Netz des Mittelhessen-Express, wo sie seit Frühjahr 2024 nicht mehr im Einsatz sind.

### SWEG Südwestdeutsche Landesverkehrs-GmbH

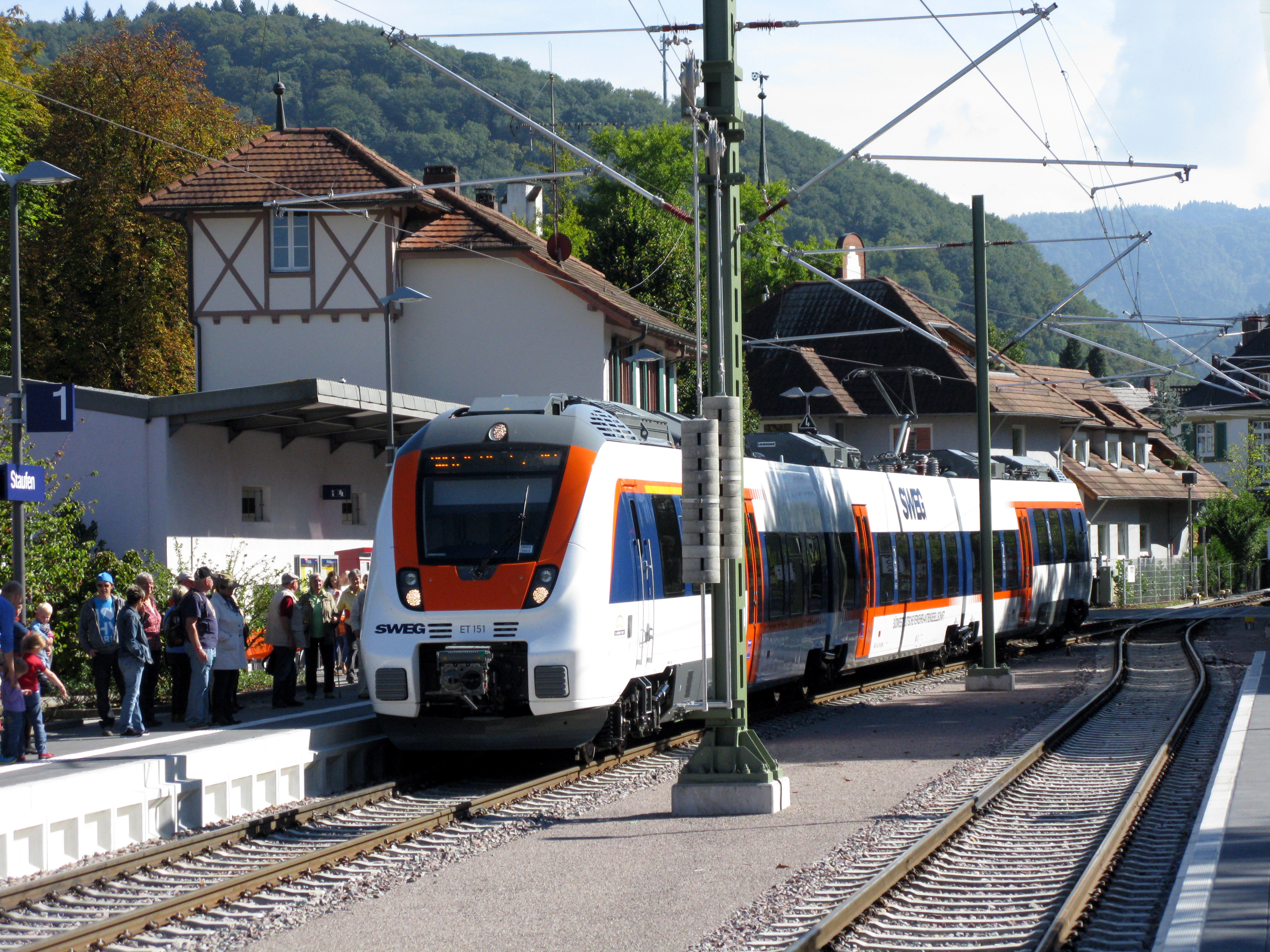
Talent 2 der SWEG

Die Südwestdeutsche Verkehrs-Aktiengesellschaft (SWEG) bestellte im Oktober 2011 zwei dreiteilige Fahrzeuge dieses Typs, welche sie auf der elektrifizierten Münstertalbahn einsetzte.
Die SWEG war nach der Deutschen Bahn das zweite Verkehrsunternehmen, das Talent-2-Triebzüge bestellt hat. Aufgrund von Zulassungsproblemen verzögerte sich der für den 9. Juni 2013 geplante Einsatzbeginn bis September 2013. In diesem Zeitraum fuhren stattdessen RegioShuttle RS1 der ODEG.
Die Triebwagen der SWEG wurden im Jahr 2020 durch die Nachfolgebaureihe Talent 3 ersetzt. Die beiden frei gewordenen Züge wurden an die Cantus Verkehrsgesellschaft nach Hessen abgegeben.

### Abellio Rail
Mitteldeutschland

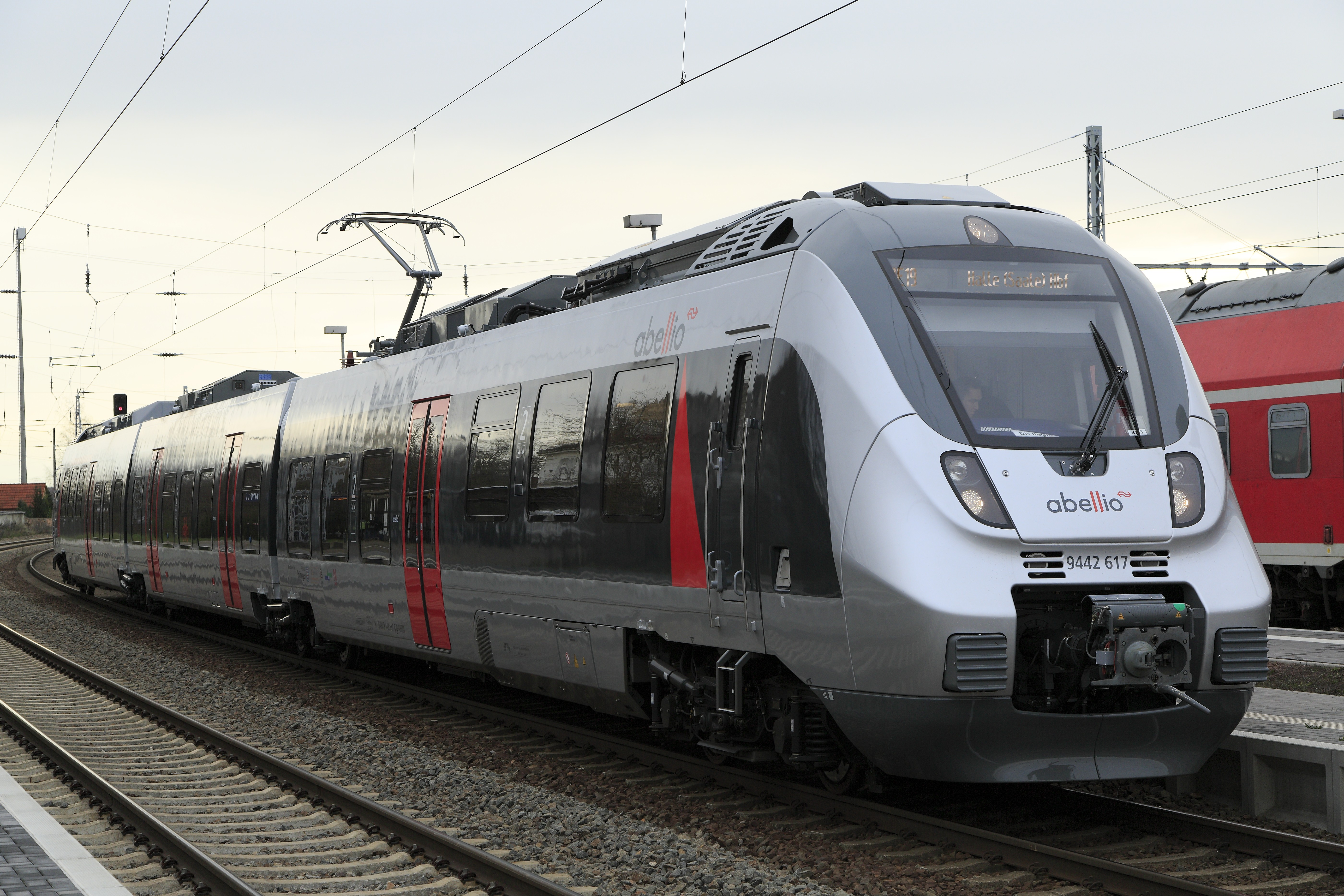
Talent 2 der Abellio Rail Mitteldeutschland

Nachdem die Abellio Rail Mitteldeutschland GmbH die Ausschreibung für das Netz Saale-Thüringen-Südharz gewinnen konnte, bestellte das Unternehmen im Dezember 2012 insgesamt 35 Talent 2 im Wert von ca. 175 Millionen Euro. Die Bestellung besteht aus 20 drei- und 15 fünfteiligen Triebzügen. Einsatzbeginn war Dezember 2015. Abellio Rail ist damit das dritte Unternehmen, das diese Triebzugbauart einsetzt.
Diese haben erstmals eine andere Bestuhlung erhalten, statt der in den Talent 2 üblichen Match-Sitze der Nördlinger Franz Kiel GmbH sind Sitze des spanischen Unternehmens Fainsa mit größeren Sitzabständen eingebaut. Zudem sind ein Fahrkartenautomat und erstmals ein „Lounge-Bereich“ an einem Wagenende mit sofaähnlichen Sitzbänken und Tischen vorgesehen worden.
Am 8. Dezember 2015 wurde eine erste fünfteilige Zugeinheit (beschriftet sind die Endwagen 9442 314 und 9442 814) von Abellio Rail Mitteldeutschland auf die Bezeichnung Die Wartburg getauft.
Baden-Württemberg (heute SWEG)

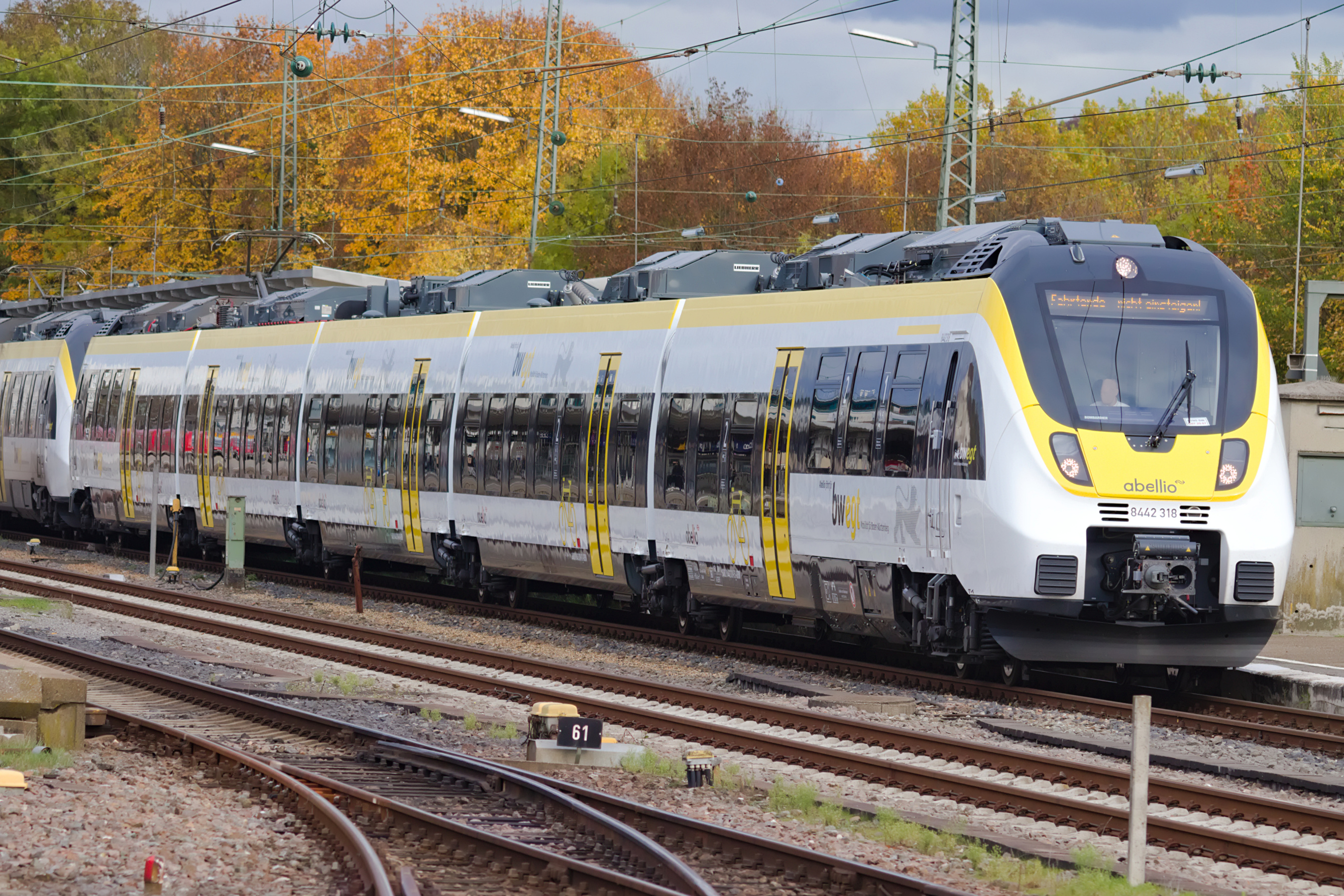
Talent 2 der Abellio Rail Baden-Württemberg

Am 7. Juni 2016 bestellte Abellio Rail Südwest, welche sich kurz darauf in Abellio Rail Baden-Württemberg umbenannte, 24 drei- und 19 fünfteilige Einheiten mit 163 bzw. 273 Sitzplätzen im Wert von zusammen circa 215 Millionen Euro. Diese Triebzüge der Baureihe 8442 sollten ab Juni 2019 in Baden-Württemberg eingesetzt werden und bis Juni 2020 vollständig ausgeliefert sein. Sie wurden den Anforderungen des Aufgabenträgers NVBW entsprechend im „bwegt-Design“ gestaltet und bieten den Fahrgästen Internetzugang über WLAN an. Die Fahrzeuge wurden von Abellio entsprechend dem BW-Modell an die Landesanstalt Schienenfahrzeuge Baden-Württemberg weiterverkauft und von dieser an Abellio zurück geleast.
Einer der Talent 2-Triebzüge für das Regionalnetz Neckartal wurde am 26. Oktober 2017 offiziell vorgestellt.
Durch drei weitere gezogene Optionen erhöhte sich die Zahl der bestellten Triebzüge auf insgesamt 52, je 26 drei- und 26 fünfteilige.
Bombardier änderte mehrfach den Fahrzeuglieferplan und konnte von den insgesamt 25 bestellten drei- und fünfteiligen Talent-2-Triebzügen, die zwischen Stuttgart und Mannheim beziehungsweise Osterburken fahren sollten, bis zum Jahresende 2019 nur sieben dreiteilige Neufahrzeuge ausliefern. Die fehlenden 18 Züge wurden vorübergehend durch angemietete Fahrzeuge ersetzt, ein Teil der Verkehrsleistungen durch andere Verkehrsunternehmen erbracht. Darüber hinaus verzögerte sich die vollständige Zulassung der neuen Fahrzeuge im Mehrfach- sowie Mischbetrieb durch das Eisenbahn-Bundesamt bis 2021. Die fortwährenden Software-Updates stellen die Züge in dieser Hinsicht den Talent 3 gleich. Daher werden die im Stuttgarter Netz eingesetzten Abellio-Züge verschiedentlich als Talent 3 bezeichnet, so auch hinsichtlich der ETCS-Ausrüstung für den Digitalen Knoten Stuttgart. Zum Fahrplanwechsel im Dezember 2020 waren 45 der 52 Fahrzeuge ausgeliefert, im Dezember 2021 schließlich alle 52 bestellten Züge.

### National Express

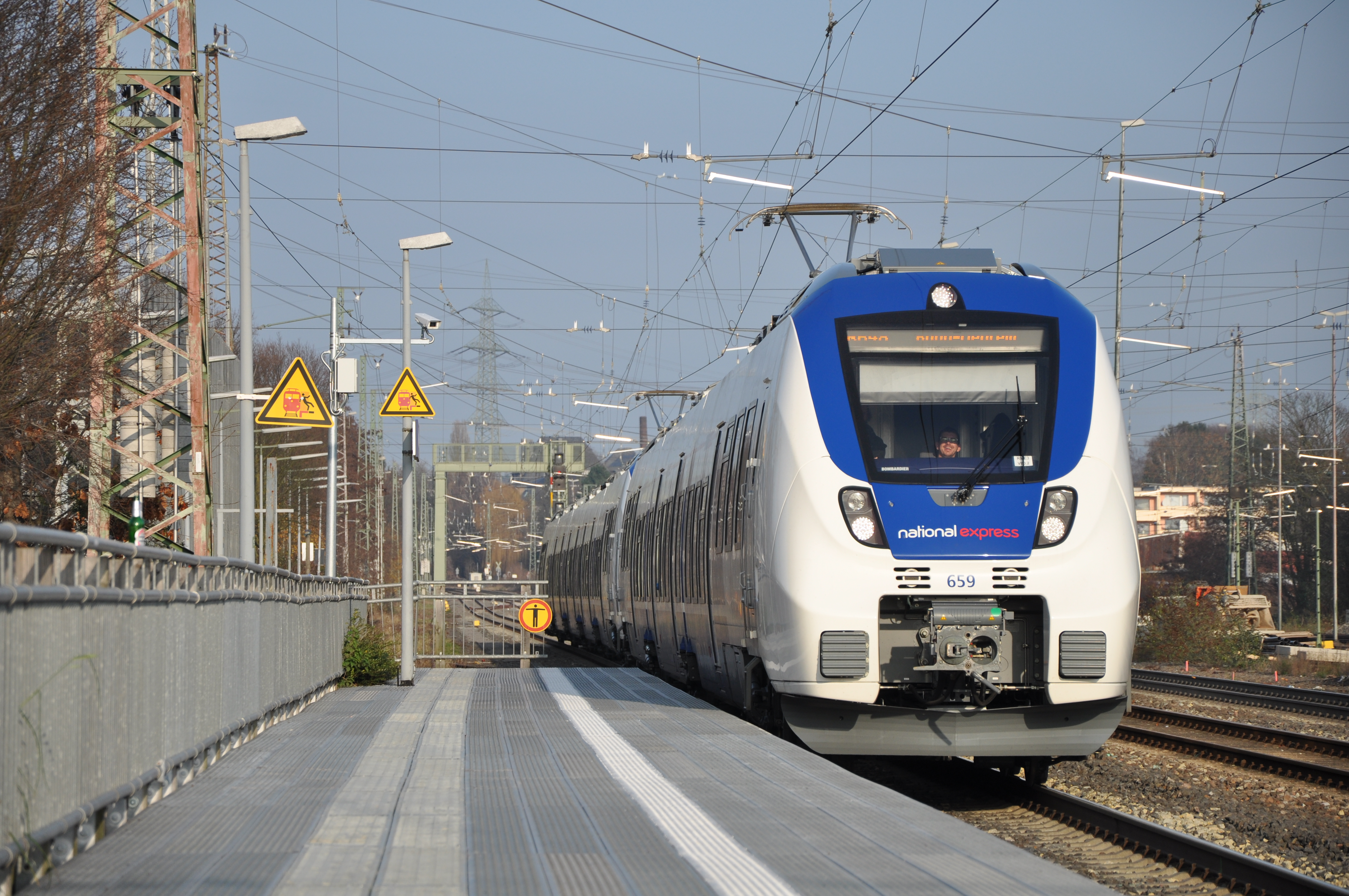
Talent 2 von National Express auf der Rhein-Wupper-Bahn in Solingen

Nach einer gewonnenen Ausschreibung betreibt das Unternehmen National Express seit Dezember 2015 die Linien RE 7 „Rhein-Münsterland-Express“ und RB 48 „Rhein-Wupper-Bahn“ in Nordrhein-Westfalen. Zum Einsatz kommen dabei insgesamt 35 Triebzüge. Deren Bestellung wurde am 4. Juni 2013 von Bombardier bekanntgegeben, es handelt sich um drei- und fünfteilige Fahrzeuge. Sie haben einen Gesamtwert von ca. 170 Millionen Euro; die Erstauslieferung erfolgte am 28. November 2014, das letzte Fahrzeug war im Januar 2016 am Einsatzort. Der Einsatz erfolgt hauptsächlich in Doppeltraktion.

### Cantus Verkehrsgesellschaft

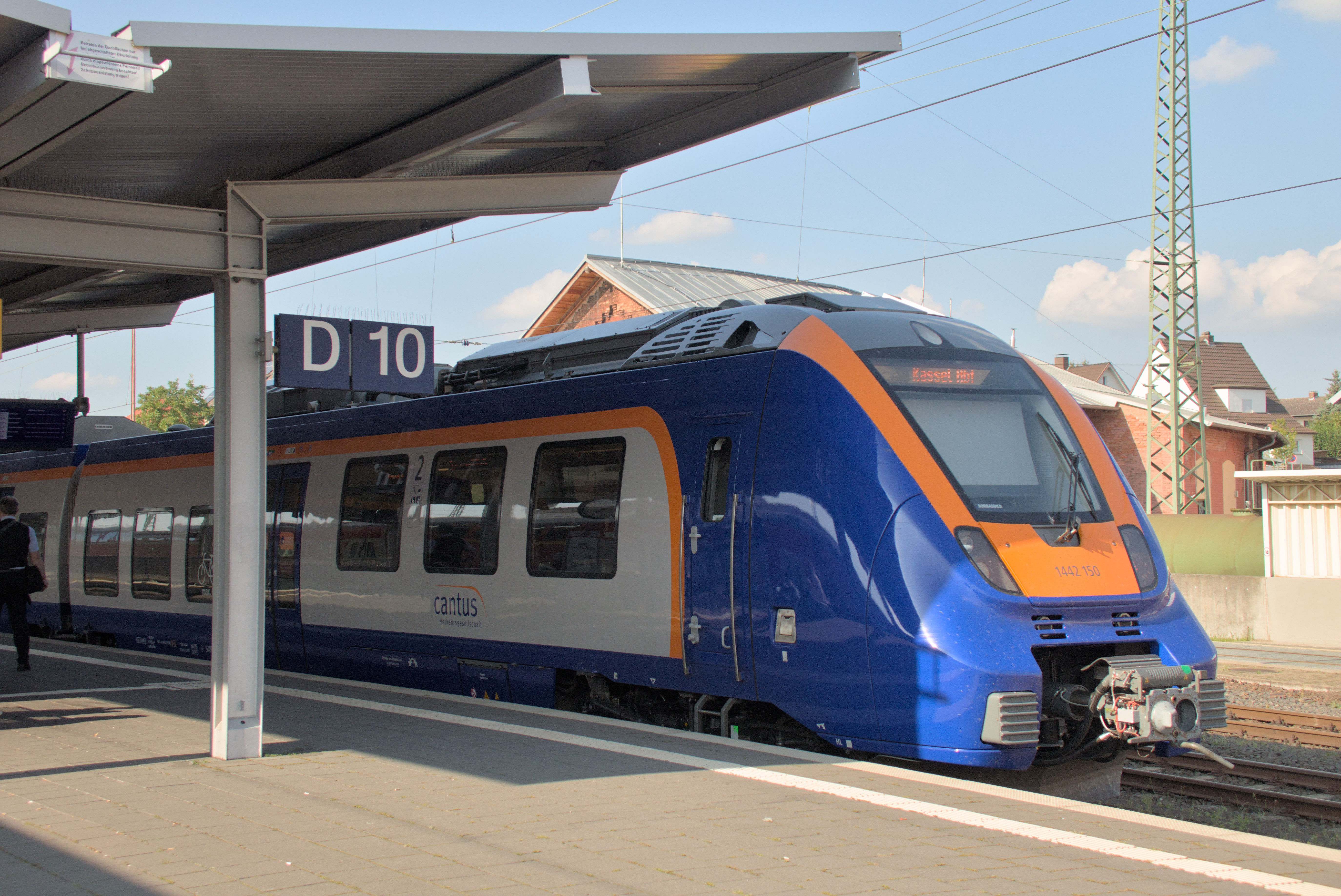
Talent 2 der cantus Verkehrsgesellschaft im Bahnhof Bebra

Die Cantus Verkehrsgesellschaft mit Sitz in Kassel übernahm im Jahr 2020 die zwei Talent 2 Triebwagen der SWEG aus Baden-Württemberg, um ihre aus Stadler-FLIRT-Triebwagen bestehende Flotte zu verstärken. Das Einsatzgebiet der Züge liegt im nördlichen Hessen.

## Zulassungsverfahren

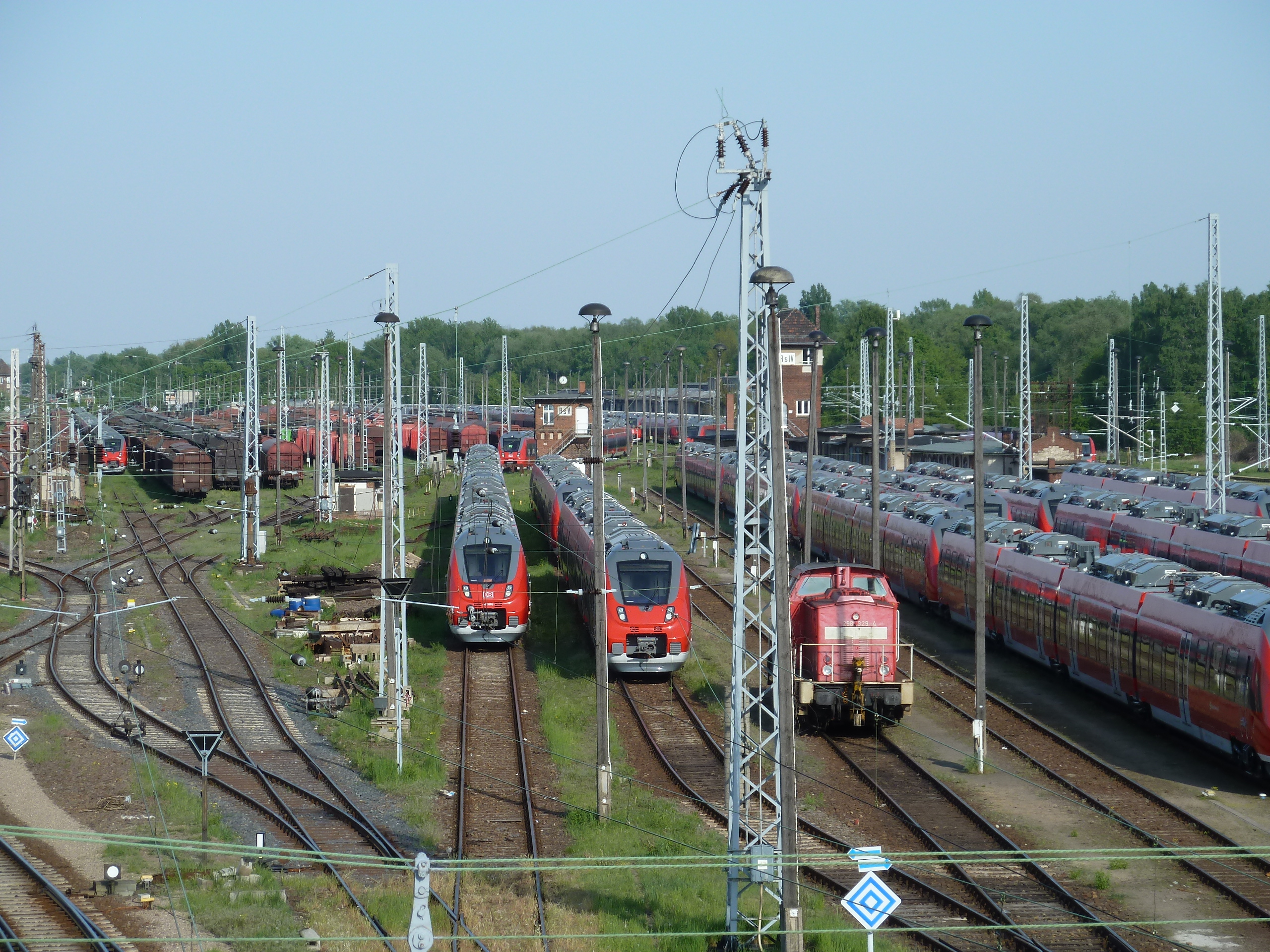
In Wustermark Rangierbahnhof abgestellte Talent-2-Triebzüge ohne EBA-Zulassung (Mai 2011)

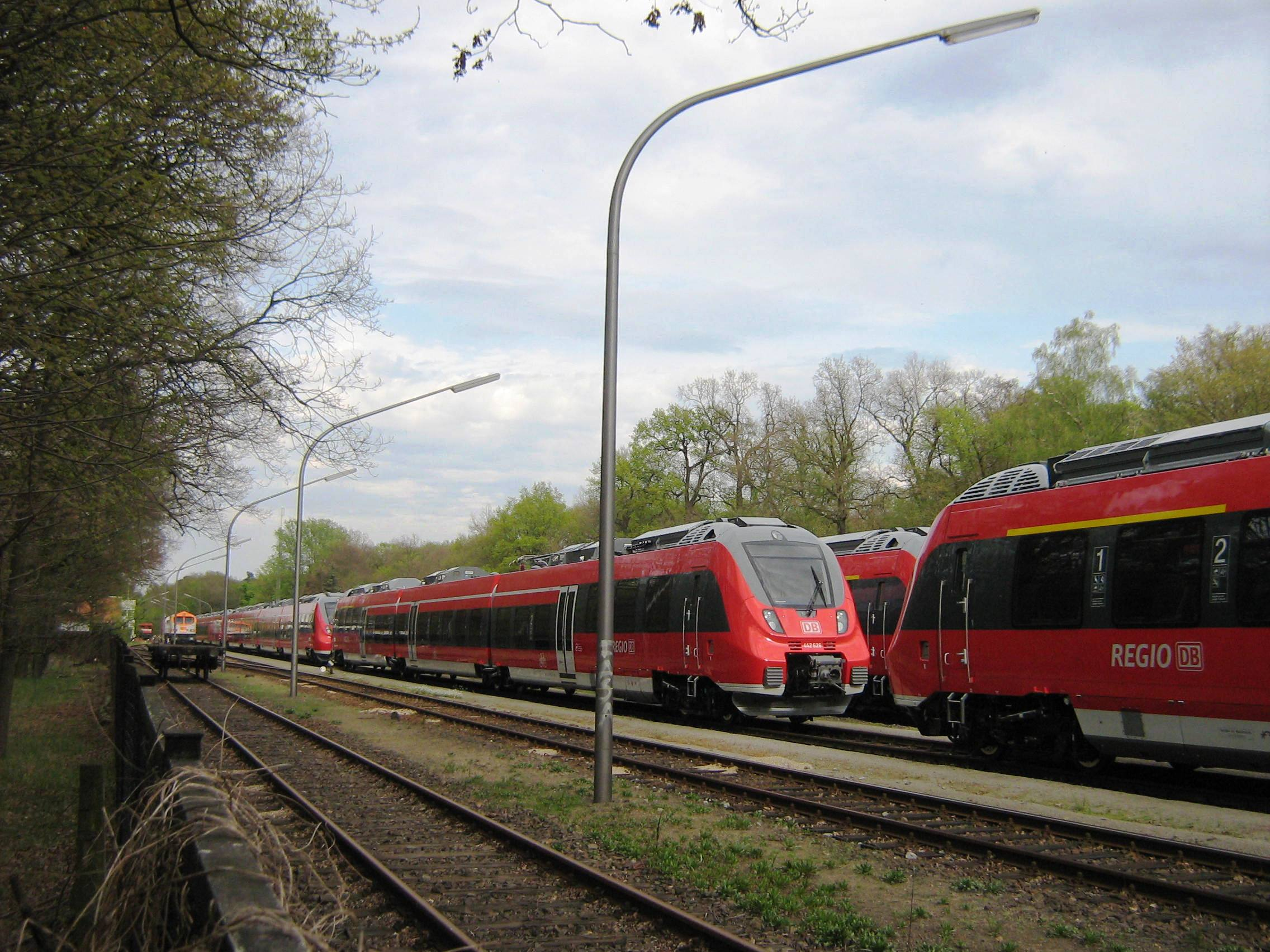
Triebzüge der Reihe 442, vor der Auslieferung an DB Regio abgestellt im Güterbahnhof Berlin-Spandau Johannesstift der Havelländischen Eisenbahn an der ehemaligen Bötzow-Bahn (April 2012)

Die Zulassung der Talent 2 durch das Eisenbahn-Bundesamt (EBA) stand – wie die anderer Neubaufahrzeuge – im Blickpunkt der Öffentlichkeit. Die DB hatte zahlreiche Ausschreibungen mit diesen Fahrzeugen gewonnen und wollte damit hauptsächlich Altfahrzeuge ersetzen. Der erste Einsatz der Regionalverkehrsvariante 442 sollte ab Dezember 2009 auf der Moselstrecke zwischen Koblenz und Perl sowie auf den Strecken Cottbus–Leipzig Hbf und Cottbus–Falkenberg (Elster) erfolgen. Die Fahrzeuge konnten zwar fristgerecht produziert werden, allerdings konnte das Zulassungsverfahren für die Fahrzeuge nicht rechtzeitig abgeschlossen werden, so dass die Fahrzeuge erst mit großer Verzögerung zur Verfügung standen. Laut Bombardier lagen die Verzögerungen bei der Zulassung daran, dass sich während des langwierigen Zulassungsprozesses internationale Normen geändert haben. Außerdem muss jedes von der Bahn abgerufene Fahrzeuglos separat vom EBA zugelassen werden, da jedes Fahrzeuglos auf die unterschiedlichen Anforderungen des jeweiligen Einsatzgebiets zugeschnitten ist.
Bereits vor der Auslieferung der ersten Fahrzeuge an DB Regio wurden sechs der zuerst gebauten Triebwagen von Bombardier wegen erheblicher Mängel wieder aus dem Bestand genommen und zerlegt.
Im Sommer 2010 entstanden weitere erhebliche Verzögerungen. DB Regio Franken musste deswegen drei zu Schulungszwecken gestellte Triebzüge der Baureihe 442 an Bombardier zurückgeben. Die Fahrzeugsoftware wies Mängel auf, was zu einer fehlerhaften Steuerung von Bremsen, Antrieb und anderen Komponenten führte. Dies verzögerte die Auslieferung und damit die Betriebsausweitung des S-Bahn-Netzes Nürnberg, die für Dezember 2010 geplant war, jedoch nur mit vorhandenem und angemietetem Lok- und Wagenmaterial erfolgen konnte.
Das Eisenbahn-Bundesamt gibt an, der Hersteller habe mit der Serienproduktion begonnen, obwohl noch wichtige Zwischenschritte offen gewesen seien. Dabei hätten sicherheitsrelevante Bauteile wie Bremsen nicht den Zulassungskriterien entsprochen und ersetzt werden müssen. Dies habe zu weiteren Veränderungen an anderen Komponenten geführt. Im Mai 2011 standen 100 Fahrzeuge im Bombardier-Werk in Hennigsdorf bei Berlin und auf angemieteten Abstellgleisen im Berliner Umland. Für die Anmietung der Gleise entstanden Bombardier erhebliche Kosten. Ferner wurden Strafzahlungen an die DB für die verzögerte Auslieferung fällig. Durch die Abstellzeit wiesen die Triebwagen erhebliche Stillstandsschäden auf, weiterhin mussten sie vor dem Einsatz zunächst überarbeitet werden. Zudem blieben einige Fahrzeuge von Vandalismus nicht verschont.
Im Februar 2011 schaltete sich der damalige Bundesverkehrsminister Peter Ramsauer (CSU) in das Zulassungsverfahren ein. Zusammen mit DB-Vorstandsmitglied Volker Kefer und dem Präsidenten des Eisenbahn-Bundesamtes Gerald Hörster besuchte er das Bombardier-Werk Hennigsdorf zu einem Krisengespräch. Nach diesem Treffen gab Ramsauer bekannt, dass die ersten Fahrzeuge voraussichtlich Ende Februar die Zulassung durch das EBA erhalten sollen. Weiter sei geplant, dass 2011 insgesamt 163 Fahrzeuge ausgeliefert werden sollen.
Am 17. März 2011 erteilte das EBA schließlich eine eingeschränkte Zulassung für die ersten Fahrzeuge der S-Bahn Nürnberg. Die Zulassung galt zunächst nur für Fahrzeuge in Einfachtraktion und die Höchstgeschwindigkeit war auf 140 km/h begrenzt. Wichtige Bauteile müssen nach einer für die Schienenbranche ungewöhnlich kurzen Zeit ersetzt werden. Drehgestelle sind nach 1,6 Millionen Kilometern Laufleistung bzw. nach 6,5 Jahren auszutauschen. Aufgrund dieser Einschränkungen weigerte sich die DB jedoch, die Fahrzeuge abzunehmen. Für eine uneingeschränkte Zulassung muss die Software weiter verbessert werden.
Anfang Mai 2011 wurde ein weiteres Problem bekannt. Die Talent 2 besitzen das gleiche Zugbeeinflussungssystem (EBI Cab 500), welches auch bei den S-Bahn-Fahrzeugen der Baureihe 422 eingebaut wurde. Bei der Baureihe 422 hatte sich herausgestellt, dass das System nicht fehlerfrei funktionierte. Bombardier überarbeitete das System deshalb und reichte zur Genehmigung beim EBA ein. Ende Mai 2011 konnte dieses Problem von Bombardier durch ein Software-Release behoben werden.
Nach konstruktiven Änderungen gab das Eisenbahn-Bundesamt am 14. Juli 2011 die vierteiligen Nürnberger Züge für Doppeltraktion frei. Die Höchstgeschwindigkeit blieb auf 140 km/h begrenzt.
Für die Schulung der Mitarbeiter wurden ab September 2011 jeweils zwei Einheiten, die für die S-Bahn Nürnberg vorgesehen waren, nach Aachen, Berlin-Lichtenberg, Cottbus und Trier ausgeliehen. Ein Einsatz im regulären Betrieb mit Fahrgästen wurde in diesem Rahmen aber nicht durchgeführt.
Im Oktober 2011 trafen sich erneut Vertreter der Deutschen Bahn, der Herstellerindustrie, des Bundesverkehrsministeriums und des EBA zu einem Spitzengespräch, das aber ohne konkretes Ergebnis verlief. Bombardier wurde nochmals gebeten, dem EBA die für die Zulassung erforderlichen Nachweise kurzfristig vorzulegen.
Am 27. Oktober 2011 erteilte das EBA schließlich eine uneingeschränkte Zulassung für die vierteiligen Einheiten des Einsatzgebiets Mosel und der S-Bahn Nürnberg. Bei allen anderen Varianten stand die Zulassung zu diesem Zeitpunkt noch aus.
Die ersten Talent 2 werden seit dem 29. November 2011 auf der Nürnberger S-Bahn-Linie 1 im planmäßigen Personenverkehr eingesetzt. Auf der Moselstrecke fahren seit dem Fahrplanwechsel am 11. Dezember 2011 ebenfalls einige Talent 2 im planmäßigen Personenverkehr.

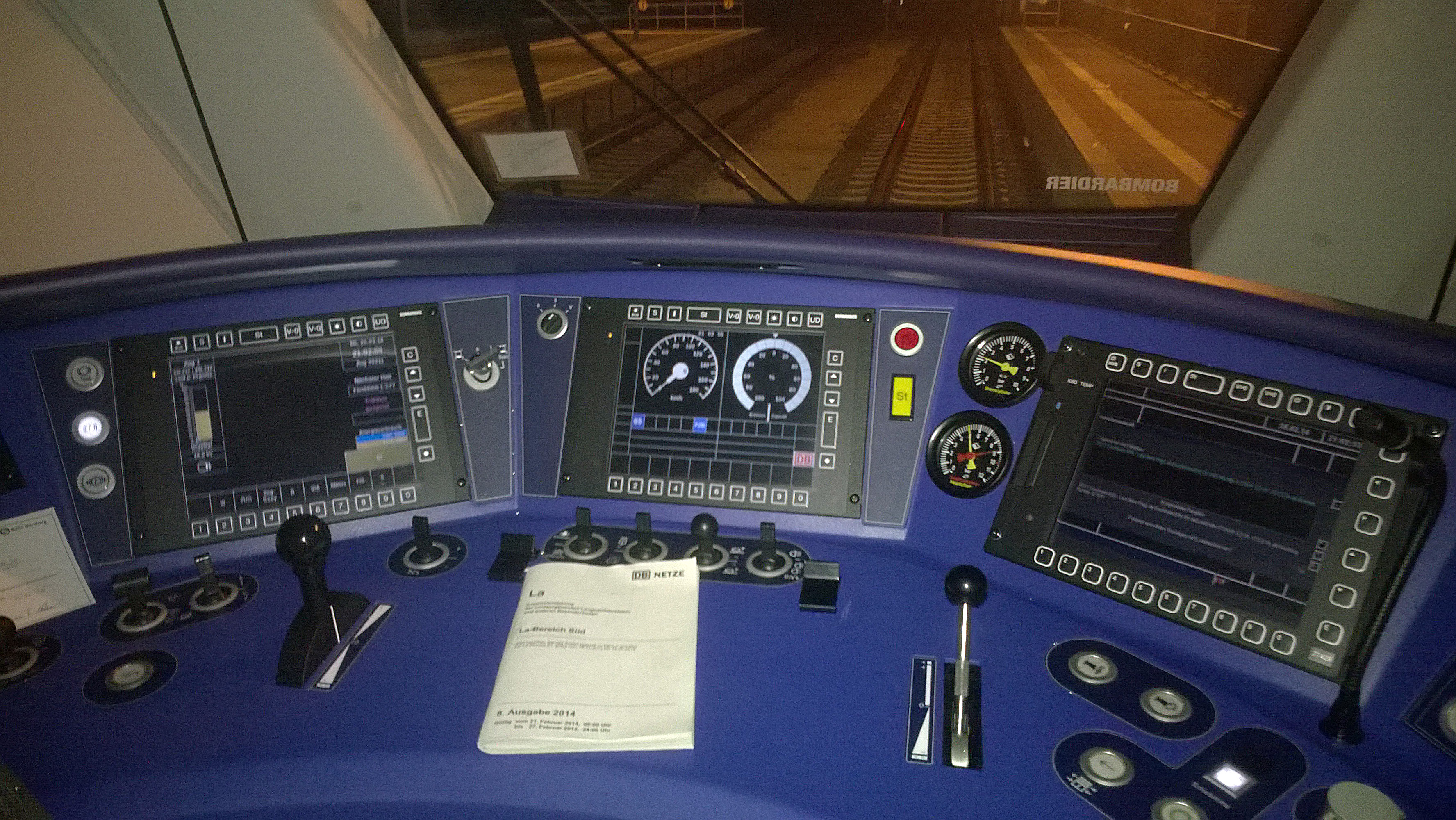
Führerstand mit Bedienelementen und drei Bildschirmen

Trotz der mittlerweile erfolgten Zulassung weigerte sich die DB aber weiterhin, die Züge abzunehmen. Die DB reklamierte noch immer vorhandene Mängel. Wegen eines dieser Mängel setzte die DB vom 11. Dezember 2011 bis zum 11. Mai 2012 zwei Triebfahrzeugführer pro Zug ein. Die Einheiten wurden im Rahmen eines Nutzungsüberlassungsvertrages zwischen DB und Bombardier eingesetzt. Sobald die DB sie in ihren Bestand übernahm, endete der Vertrag und die DB musste den vereinbarten Kaufpreis bezahlen.
Ende Januar 2012 wurden erneut Probleme bekannt. Bei einer Probefahrt kam ein Zug aufgrund eines Softwarefehlers zu spät zum Halten. Daraufhin wurde die laufende Auslieferung an die DB gestoppt. Im Februar 2012 stellte Bombardier einige Triebwagen mit einer überarbeiteten Software zur Verfügung. Nach einem Test durch die DB sollten alle Fahrzeuge ein Softwareupdate bekommen. Zusätzlich waren Umbaumaßnahmen notwendig, die pro Einheit vier bis fünf Tage in Anspruch nahmen.
Im Frühjahr 2012 wurden auch die weiteren bis dahin gebauten Varianten der Triebzüge zugelassen: Am 24. Februar erteilte das EBA die Zulassung für die vierteiligen Einheiten der Einsatzgebiete Rhein-Sieg-Express und Cottbus–Leipzig. Am 21. März erteilte das EBA die Zulassung für die dreiteiligen Einheiten der Einsatzgebiete Rhein-Sieg-Express und VBB Stadtbahnnetz.
Am 20. April ließ das EBA die fünfteiligen Einheiten für das Einsatzgebiet VBB Stadtbahnnetz zu, am 26. April dann auch die fünfteiligen Züge für den Rhein-Sieg-Express, so dass dafür alle Einheiten zugelassen sind.
Am 8. März 2013 wurden die vierteiligen Triebwagen für die Werdenfelsbahn vom EBA zugelassen.

## Probleme im Betrieb
Anfang Juni 2012 wurde ein Vorfall bekannt, bei dem sich während der Fahrt die Türen eines Nürnberger S-Bahn-Zuges wiederholt öffneten. Bei dem Ereignis kam niemand zu Schaden. Die betroffene Triebwageneinheit wurde unmittelbar aus dem Betrieb genommen und der Vorfall von der Deutschen Bahn und dem Hersteller untersucht.
Am 30. Juli 2012 mussten die bis dahin eingesetzten Talent-2-Züge des Rhein-Sieg-Expresses zwischen Siegen und Aachen wieder abgestellt werden. An einigen Fahrzeugen hatten sich Schrauben der Türen gelockert, die sich aufgrund eines mitdrehenden Gewindes nicht mehr anziehen ließen. Daraufhin wurden die Züge als Sicherheitsmaßnahme kurzfristig aus dem Fahrplan genommen und zu Bombardier in die Werkstatt geschickt. Nach einer Woche wurden die Züge ab dem 5. August 2012 wieder eingesetzt.
Die Gewerkschaft Deutscher Lokomotivführer erklärte im November 2012, dass die Arbeitsbedingungen für Lokführer in den Talent 2 zu wünschen übrig ließen. So wurde die Qualität der Führersitze bemängelt, die Dimensionierung der Führerraumheizung und -klimatisierung seien unzureichend und die Abdichtungen fehlerhaft, so dass Regenwasser eindringe und Windgeräusche zu hören seien. Da diese Fehler nicht zügig behoben werden konnten, wurden unter anderem von DB Regio Bayern lange Unterhosen und Heizdecken an die Lokführer des Franken-Thüringen-Expresses verteilt.
In einigen Einsatzgebieten, wie etwa beim Rhein-Sieg-Express (RSX), der Werdenfelsbahn zwischen Innsbruck und München bzw. Kochel und Tutzing oder auf dem RE 50 „Saxonia“ zwischen Dresden und Leipzig ergaben sich Kapazitätsprobleme, da die bestellten Fahrzeuge die Fahrgastnachfrage nicht abdecken können.
Am 9. März 2025 ist bei einem Regionalexpress der SWEG auf der Fahrt von Mannheim nach Heidelberg ein Türflügel abgefallen. Der Zug war in der Nähe des Mannheimer Maimarktgeländes auf einem Streckenabschnitt unterwegs, auf dem Züge normalerweise mit 160 km/h fahren. Es kam niemand zu Schaden.

## Variantenübersicht
Jeder Besteller hat unterschiedliche Anforderungen und Wünsche bezüglich der Fahrzeugausstattung. Der modulare Aufbau ermöglicht es, diese individuell umzusetzen, sodass die Fahrzeuge von Region zu Region unterschiedlich sind. Die folgende Aufstellung zeigt einen Überblick der verschiedenen Varianten.
| Netz                                                           | Einsatzgebiet | Betreiber                                           | Besonderheiten |
| -------------------------------------------------------------- | --- | --------------------------------------------------- | --- |
| Mosel                                                          | - Moselstrecke | DB Regio Südwest                                    | - erste Talent 2 mit zwei Schiebetritten an jeder Tür - Sitzbereiche umbaubar für die Mitnahme von Fahrrädern - Einstiegshöhe: 800 mm |
| Cottbus–Leipzig                                                | - Leipzig–Cottbus (RE 10) | DB Regio Nordost                                    | - vierteiliger Zug mit Catering-Automaten - Stehtische - Netzpläne auf Tischplatten laminiert - Fahrkartenentwerter - Haltewunschtaster - 25 % der Sitze mit Steckdosen - Sitze in der ersten Klasse in Naturleder mit V-förmigen Kopfstützen - Sitze in der zweiten Klasse in Stoff mit V-förmigen Kopfstützen in Kunstleder - Klappsitze mit hoher Rückenlehne - Einstiegshöhe: 600 mm |
| S-Bahn Nürnberg                                                | - S 1, S 2 | DB Regio Franken                                    | - alle Wagen mit Mehrzweckabteil - Schneeräumer - Videoüberwachung - Einstiegshöhe: 800 mm |
| Rhein-Sieg-Express (RSX)                                       | - Rhein-Sieg-Express (RE 9) - Regensburg–Flughafen München (RE) | DB Regio NRW (RE 9) DB Regio Bayern (RE)            | - je ein Wagen mit behindertengerechtem WC - Einstiegsbereiche links und rechts neben dem WC - Videoüberwachung mit Monitor im Führerraum - erste Talent 2 mit Crash-Ausrüstung - Es befinden sich Steckdosen an nahezu jedem Sitzplatz. - großzügige Mehrzweckabteil - Einstiegshöhe: 800 mm |
| Franken-Thüringen-Express (FTX) (RE 42)                        | - Nürnberg–Bamberg - Bamberg–Rottendorf - Rottendorf–Würzburg - Bahnstrecke Hochstadt-Marktzeuln–Probstzella - Bahnstrecke Leipzig–Probstzella - Werrabahn                                                                                                   | DB Regio Franken                                    | - jeder Einstieg niveaugleich zur Einstiegshöhe, Rampen verlagert in den Übergang zum Fahrgastraum - Einstiegshöhe: 600 mm beim mittleren, 800 mm bei den anderen Wagen, zwei ausfahrbare Trittstufen - Rampen an den Übergängen zwischen den Fahrzeugen - fünfteilige Züge mit drei WCs - Sitzgruppe für Kinder - Sitze in der ersten Klasse in Leder mit V-förmigen Kopfstützen - Sitze in der zweiten Klasse mit A-förmigen Kopfstützen in Kunstleder - erste Talent 2 mit Fahrgastanzeigen innen und außen nach TSI PRM |
| Mittelhessen-Express                                           | - RB 40, RB 41, RB 49 - RE 13 zwischen Leipzig Hbf und Magdeburg Hbf - S47 Halle (S) Hbf – Halle-Trotha | DB Regio Mitte                                      | - Design-Ergänzung außen: RMV-Streifen und RMV-Logos (z. B. auf den Türen) - neues Layout im Mehrzweckabteil mit WC - zusätzliche Vollsitze mit klappbaren Sitzflächen - Zuginformation (Fahrtweg) akustisch ausgegeben außerhalb des Zuges - Einstiegshöhe: 600 mm |
| Leipzig–Dresden (Saxonia)                                      | - Leipzig–Dresden (RE 50) | DB Regio Südost                                     | - erste Talent 2 mit teilweiser 2+3-Bestuhlung im Hochflurbereich - Zuginformation (Fahrtweg) akustisch ausgegeben außerhalb des Zuges - 25 % der Sitzplätze mit Steckdosen ausgestattet - Videoüberwachungs- und Aufzeichnungstechnik - fünfteilige Einheiten mit erster Klasse im Niederflurbereich eines Mittelwagens - erste Klasse mit Leseleuchten - vorbereitet für E-Ticketing - Einstiegshöhe: 600 mm |
| VBB (Netz Stadtbahn)                                           | - Los 1: - RE 11 (ab 12/11) - RB 13, 20–23 (alle ab 12/12) - Los 3: - RE 7 (ab 12/11) - RB 14 (ab 12/12) - RB 24 (ab 12/14) - S10 der S-Bahn Mitteldeutschland (Leipzig Hbf–Leipzig Miltitzer Allee)                                                         | DB Regio Nordost                                    | - Flughafen-Express zum neuen Flughafen Berlin Brandenburg in spezieller Ausführung (fünfteilige Einheiten mit 800 mm Einstiegshöhe) - Anzeige von aktuellen Informationen zum Flugplan im Zug (nur Flughafen-Express) - erstmalige Ausführung des gesamten Fahrzeugs gemäß TSI PRM und TSI SRT - Türöffnungstaster außen in zwei Höhen. - Einstiegshöhe: 600 mm |
| S-Bahn Rostock                                                 | - S1, S2, S3, RB 17, RB 18 - teilw. RE 1, RE 9, RE 5, RB 12 | DB Regio Nordost                                    | - Reisendeninformationen über Flachbildschirme im Einstiegsbereich - Videoüberwachungs- und Aufzeichnungstechnik - Netzpläne auf Tischplatten laminiert - Türöffnungstaster außen in zwei Höhen - Einstiegshöhe: 600 mm |
| Elbe-Elster                                                    | - Dresden – Großenhain Cottb – Elsterwerda-Biehla (RB 31) - Dresden – Ruhland – Hoyerswerda (RE 15) - Dresden – Ruhland – Cottbus (RE 18) - Falkenberg – Ruhland – Cottbus (RB 49)                                                                           | DB Regio Nordost                                    | - Videoüberwachungs- und Aufzeichnungstechnik - Trittstufen in unterschiedlicher Einstiegshöhe - Türöffnungstaster in zwei Höhen - Einstiegshöhe: 600 mm |
| Werdenfelsbahn (Karwendel-Netz)                                | - München–Garmisch-Partenkirchen (RE 61, RE 62, RB 6, RB 60, RB 65) - Mittenwaldbahn (RE 61, RB 6) - Kochelseebahn (RB 66) - Ammergaubahn (RB 63) - Außerfernbahn (RE 62, RB 60) mit Anschluss zur RB 73 nach Kempten - Regensburg-Flughafen München (RE 22) | DB Regio Bayern                                     | - grenzüberschreitender Verkehr nach Österreich - zwei WCs in den vierteiligen Einheiten - Reisendeninformationen über Flachbildschirme im Einstiegsbereich - zusätzliche Komfortklasse - Hublift am behindertengerechten Einstieg - zusätzliche Heizung für technische Ausrüstungen - Einstiegshöhe: 800 mm |
| S-Bahn Mitteldeutschland I                                     | - S1, S3, S4, S5, S5X, S6, S10 | DB Regio Südost                                     | - Außendesign ausgeführt in Silber-Metallic mit grünen Türen - Haltewunschtaster im Türbereich - Reisendeninformationen über Flachbildschirme an Trennwänden - erste Klasse mit Sitzplätzen in Naturleder - Netzpläne auf Tischplatten laminiert - Familienbereich - vergrößerter Sitzabstand - breitere Sitze in der zweiten Klasse - Mehrzweckbereich - behindertengerechter Bereich - Steckdosen - Einstiegshöhe: 600 mm                                                                                                 |
| S-Bahn Mitteldeutschland II                                    | - S2, S8, S9, RE 13, RE 14, RB 42, RB 51 | DB Regio Südost                                     | - Außenanstrich in Silber-Metallic mit roten Türen - Haltewunschtaster im Türbereich - Reisendeninformationen über Flachbildschirme an Trennwänden - breitere Sitze in der zweiten Klasse - Mehrzweckbereich - behindertengerechter Bereich - Steckdosen - Lounge-Bereich - Sitze: Fainsa Sophia - Einstiegshöhe: 600 mm |
| - Bahnstrecke Bad Krozingen–Münstertal                         | - Bahnstrecke Bad Krozingen–Münstertal | SWEG                                                | - Außendesign ausgeführt in Blau-Weiß mit orangen Türen und oranger Front - Reisendeninformationen über Flachbildschirme an Trennwänden und im Einstiegsbereich - Steckdosen an nahezu jedem Sitzplatz - Videoüberwachung - je ein Wagen mit behindertengerechtem WC - je ein Abteil mit Sitzen in Naturleder und V-förmigen Kopfstützen - Sitze in Stoff mit V-förmigen Kopfstützen in Naturleder - je ein Wagen mit Mehrzweckbereich - Einstiegshöhe: 600 mm                                                              |
| Saale-Thüringen-Südharz-Netz                                   | - RE 9, RE 16, RE 17, RE 18, RE 19, SE 15, RB 20, RB 51, RB 59, S7 | Abellio Rail Mitteldeutschland                      | - Außendesign ausgeführt in Silber-Metallic mit roten Türen - Reisendeninformationen über Flachbildschirme an Trennwänden - Haltewunschtaster im Türbereich - Sitze: Fainsa Sophia - Mehrzweckbereich - Fahrkartenautomat im Zug - Lounge-Bereich - Steckdosen - Einstiegshöhe: 600 mm |
| - Rhein-Münsterland-Express (RE 7) - Rhein-Wupper-Bahn (RB 48) | - Rhein-Münsterland-Express (RE 7) - Rhein-Wupper-Bahn (RB 48) | National Express                                    | - Außendesign ausgeführt in Weiß mit blauen Türen und blauer Front - Mehrzweckbereiche - Einstiegshöhe: 800 mm - Steckdosen |
| Netz 3b Gäu-Murr                                               | - Stuttgart – Eutingen – Rottweil/Freudenstadt (RE14a/b & RB14a/b) - Stuttgart – Backnang – Gaildorf West (MEX19 & MEX 90) | DB Regio Württemberg                                | - Außendesign ausgeführt im Design Baden-Württemberg (Gelb-Weiß-Schwarz), Sitze mit Staufer-Löwen, - zwei Schiebetritte an jeder Tür (550/760 mm) - Reisendeninformationen über LED-Matrix an der Decke sowie Flachbildschirme in den Einstiegsbereichen - Haltewunschtaster im Türbereich - Mehrzweckbereich - kleine erste Klasse mit Tischen - WLAN - Steckdosen - Videoüberwachung - vergrößerter Sitzabstand - Einstiegshöhe: 800 mm                                                                                   |
| Stuttgarter Netz 1; Los 1 (Neckartal)                          | - Stuttgart – Mühlacker – Pforzheim (- Bruchsal/Bad Wildbad) (MEX17) - Stuttgart – Heilbronn – Osterburken (MEX18) - Stuttgart – Plochingen – Tübingen (MEX18, MEX12 & IRE6)                                                                                 | ehemalig Abellio Rail Baden-Württemberg, heute SWEG | - Außendesign ausgeführt im Design Baden-Württemberg (Gelb-Weiß), Sitze mit Staufer Löwe - Schiebetritte an jeder Tür - Reisendeninformationen - Mehrzweckbereich - erste Klasse mit Tischen - WLAN - Steckdosen - Videoüberwachung - vergrößerter Sitzabstand - Kaltweiße Innenbeleuchtung - Einstiegshöhe: 600 mm |